# Critérium du Dauphiné 2024
La 76e édition du Critérium du Dauphiné a lieu du 2 au 9 juin 2024, entre Saint-Pourçain-sur-Sioule et le Plateau des Glières. L'épreuve fait partie du calendrier UCI World Tour 2024 en catégorie 2.UWT.
Vainqueur de deux étapes de montagne, Primož Roglič (Bora-Hansgrohe) remporte son deuxième Critérium du Dauphiné et s'adjuge également le classement par points. Il devance Matteo Jorgenson (Visma-Lease a Bike), qui est le meilleur jeune de la course, et Derek Gee (Israel-Premier Tech), lui aussi gagnant d'une étape. Echappé les deux derniers jours de course, Lorenzo Fortunato (Astana) termine en tête du classement de la montagne, tandis que la formation Bora-Hansgrohe remporte le classement par équipe.

## Présentation

### Parcours
L'étape inaugurale, tracée autour de Saint-Pourçain-sur-Sioule, ne présente pas de grandes difficultés et devrait convenir aux sprinteurs. Les deux étapes suivantes offrent les deux premières arrivées au sommet de la course, mais le peloton restera la grande majorité du temps sous les 1000 m d'altitude. Après un contre-la-montre de 34,4 km, les sprinteurs auront une dernière opprtunité de lever les bras. La fin de l'épreuve est montagneuse. La 6e étape se termine au Collet d'Allevard, emprunté pour la première fois sur l'épreuve depuis 2011. Pas moins de cinq cols sont au programme le lendemain, dont la montée finale vers Samoëns 1600. Pour conclure cette édition, les coureurs devront grimper deux cols dans la seconde moitié de l'étape, dont l'ascension finale vers le Plateau des Glières. Le parcours de la 7e étape est modifié par la suite : les cols des Aravis et de la Colombière sont supprimés, à cause d'« un glissement de terrain avec affaissement de la chaussée dans la descente du col de la Colombière » et le col de la Ramaz fait son apparition sur le parcours,.

### Équipes
En tant qu'épreuve World Tour, les 18 équipes World Tour participent automatiquement à la course. Les deux meilleurs formations de deuxième division en 2023, à savoir Lotto-Dstny et Israel-Premier Tech, ont le droit, sans obligation, de prendre part à toutes les manches du calendrier World Tour. En l’occurrence, les deux équipes ont décidé de prendre part au Critérium du Dauphiné. Par ailleurs, ASO a également convié les équipes Q36.5 Pro Cycling et Uno-X Mobility.
| WorldTeams (18)- Decathlon-AG2R La Mondiale - Alpecin-Deceuninck - Arkéa-B&B Hotels - Astana Qazaqstan Team - Bahrain Victorious - Bora-Hansgrohe - Cofidis - EF Education-EasyPost - Groupama-FDJ - Ineos Grenadiers - Intermarché-Wanty - Team Visma \| Lease a Bike - Lidl-Trek - Movistar Team - Soudal Quick-Step - Team dsm-firmenich PostNL - Team Jayco AlUla - UAE Team Emirates ProTeams (4)- Lotto Dstny - Israel-Premier Tech - Q36.5 Pro Cycling Team - Uno-X Mobility |
| |

### Primes
Les prix sont attribués suivant le barème de l'UCI. Le total général des prix distribués est de 128 800 €.
| Position                        | 1er   | 2e   | 3e   | 4e   | 5e   | 6e   | 7e   | 8e  | 9e  | 10e-20e | Total  |
| Classement général              | 16000 | 8000 | 4000 | 2000 | 1600 | 1200 | 1200 | 800 | 800 | 400     | 40 000 |
| Par étape                       | 4000  | 2000 | 1000 | 500  | 400  | 300  | 300  | 200 | 200 | 100     | 10 000 |
| Classement par points           | 2000  |      |      |      |      |      |      |     |     |         | 2000   |
| Classement du meilleur grimpeur | 2000  |      |      |      |      |      |      |     |     |         | 2000   |
| Classement du meilleur jeune    | 1500  |      |      |      |      |      |      |     |     |         | 1500   |
| Classement par équipe           | 1200  |      |      |      |      |      |      |     |     |         | 1200   |
| Prix de la combativité (7)      | 300   |      |      |      |      |      |      |     |     |         | 2100   |

### Favoris et principaux coureurs
En l'absence du tenant du titre Jonas Vingegaard (Visma-Lease a Bike), pas suffisamment remis de sa chute sur le Tour du Pays Basque, son équipe comptera sur Sepp Kuss, vainqueur de la dernière Vuelta, et Matteo Jorgenson, gagnant de Paris-Nice. Présents dans la même chute que Vingegaard, Primož Roglič (Bora-Hansgrohe), vainqueur de l'édition 2022, et le champion de Belgique Remco Evenepoel (Soudal-Quick Step) sont eux bien présents et font figure de principales têtes d'affiche de l'épreuve. Pour les deux cadors, la course est l'occasion de savoir quel est leur état de forme, après cette préparation perturbée. « Avant de regarder le classement général, je vais d'abord prendre le Dauphiné pour retrouver le rythme de la course et voir où j'en suis », rappelle ainsi le Belge, qui a ici Mikel Landa à ses côtés. Le slovène peut lui compter sur Aleksandr Vlasov et Jai Hindley.
Du côté des candidats à la victoire finale, on retrouve également les deux derniers coureurs à s'être adjugé une course à étape World Tour, à savoir Juan Ayuso (UAE Emirates) au Pays Basque, et Carlos Rodríguez (Ineos Grenadiers) en Romandie. Tao Geoghegan Hart (Lidl-Trek), David Gaudu (Groupama-FDJ), Santiago Buitrago (Bahrain-Victorious) et Guillaume Martin (Cofidis) seront eux aussi à surveiller.
On retrouve également au départ Sam Bennett (Décathlon-AG2R La Mondiale), Mads Pedersen (Lidl-Trek), le champion d'Europe du contre-la-montre Joshua Tarling (Ineos-Grenadiers), Romain Grégoire (Groupama-FDJ), Warren Barguil (DSM-Firmenich) et Dylan Teuns (Israel-Premier Tech).

## Étapes
| Étape     | Date   | Villes étapes                                         | type                        | Distance (km) | Dénivelé (m) | Vainqueur d'étape   | Leader du classement général |
| --------- | ------ | ----------------------------------------------------- | --------------------------- | ------------- | ------------ | ------------------- | ---------------------------- |
| 1re étape | 2 juin | Saint-Pourçain-sur-Sioule – Saint-Pourçain-sur-Sioule | étape vallonnée             | 172,5         | 1 891 m      | Mads Pedersen       | Mads Pedersen                |
| 2e étape  | 3 juin | Gannat – col de la Loge                               | étape de montagne           | 142           | 2 499 m      | Magnus Cort Nielsen | Magnus Cort Nielsen          |
| 3e étape  | 4 juin | Celles-sur-Durolle – Les Estables                     | étape de moyenne montagne   | 181,7         | 2 831 m      | Derek Gee           | Derek Gee                    |
| 4e étape  | 5 juin | Saint-Germain-Laval – Neulise                         | contre-la-montre individuel | 34,4          | 427 m        | Remco Evenepoel     | Remco Evenepoel              |
| 5e étape  | 6 juin | Amplepuis – Saint-Priest                              | étape vallonnée             | 167           | 2 306 m      | étape neutralisée   | Remco Evenepoel              |
| 6e étape  | 7 juin | Hauterives – Le Collet d'Allevard                     | étape de montagne           | 174,1         | 3 439 m      | Primož Roglič       | Primož Roglič                |
| 7e étape  | 8 juin | Albertville – Samoëns 1600                            | étape de montagne           | 155,3         | 4 316 m      | Primož Roglič       | Primož Roglič                |
| 8e étape  | 9 juin | Thônes – plateau des Glières                          | étape de montagne           | 160,6         | 3 751 m      | Carlos Rodríguez    | Primož Roglič                |

## Déroulement de la course

### 1reétape
Après un début d'étape plat, les coureurs enchaînent la côte de Jenzat (1,4 km à 6,9 %), classée en 4e catégorie et dont le sommet est situé au km 17.5, et la côte de Gannat (2,5 km à 6 %), classée en 3e catégorie et dont le sommet est au km 26,9. S’ensuivent du plat et la côte de Chouvigny (2,4 km à 7,9 %), classée en 3e catégorie. La route continue de grimper après le sommet (km 44,4) pendant quelques kilomètres, avant une descente d'une dizaine de kilomètres. Le reste de l'étape est légèrement vallonné. Le sprint intermédiaire est disputé au km 79,7. Après un premier passage sur la ligne d'arrivée (km 116), le peloton parcourt deux tours d'un circuit de 29,4 km, avec une bosse non répertoriée. L'arrivée est ainsi jugée après 174,8 km de course autour de Saint-Pourçain-sur-Sioule, à travers l'Allier.
Mark Donovan (Q.36.5) s'échappe après 3,5 km de course. Mathis Le Berre (Arkéa-B&B Hotels) sort lui aussi du peloton un peu plus loin. Au km 10, l'homme de tête possède 45 secondes d'avance sur le poursuivant et 2 minutes 25 sur le peloton, mené par l'équipe Lidl-Trek. Donovan aborde la première ascension du jour avec 1 minute d'avance sur Le Berre et 3 minutes 25 sur le peloton. Il passe en tête au sommet, avec 1 minute 05 d'avance sur le français. L'écart entre les deux attaquants se réduit dans la côte de Gannat, tandis que le peloton est pointé à 4 minutes 40. Donovan passe en tête au sommet avec quelques secondes d'avance sur Le Berre, qui le rejoint au km 27,5.
L'équipe Lidl-Trek va ensuite contrôler l'écart autour des 4 minutes. Donovan devance son compagnon au sommet de la côte de Chouvigny et s'assure ainsi d'endosser le maillot à pois. Les Decathlon-AG2R La Mondiale viennent eux-aussi participer à la poursuite. Le Berre remporte le sprint intermédiaire, avec 2 minutes 35 d'avance sur le peloton, réglé par Casper Pedersen (Soudal-Quick Step). Le retard du peloton remonte ensuite, il est de 3 minutes 10 au km 100. Le duo de tête possède encore 3 minutes d'avance lors du premier passage sur la ligne d'arrivée, puis seulement 2 minutes 20 à 50 km de l'arrivée. Le retard du peloton chute à 1 minute 40 secondes 10 km plus loin. Lors du deuxième passage sur le ligne d'arrivée, le peloton passe avec 1 minute 05 de retard. Dans le dernier tour de circuit, les équipes des favoris du classement général font leur apparition en tête du peloton. L'avance des échappés passe sous les 30 secondes à 22 km du but. Les hommes de tête sont repris à 16 km de l'arrivée.
Nils Politt (UAE Emirates) attaque à 12 km de la ligne, suivi par Marco Haller (Bora-Hansgrohe) et un coureur de l'équipe Uno-X. Le trio creuse un petit trou, mais la formation Ineos Grenadiers ramène le peloton à 10 km de l'arrivée. Jonas Rutsch (EF Education-EasyPost) contre immédiatement, l'équipe Decathlon-AG2R La Mondiale le reprend rapidement. Le final est rapide, les trains des sprinteurs se mettent en place. Bien emmené par son équipe, Mads Pedersen (Lidl-Trek) lance le sprint à 150 m de la ligne et lève les bras, en devançant Sam Bennett (Decathlon-AG2R La Mondiale) et Hugo Page (Intermarché-Wanty). Pedersen s'empare ainsi de la tête du classement général et du classement par points, avec 4 secondes d'avance sur Bennett et 6 sur le maillot blanc Page.
| \| Classement de l'étape \| Classement de l'étape \| Classement de l'étape \| Classement de l'étape \| Classement de l'étape \| \| Coureur \| Coureur \| Pays \| Équipe \| Temps \| \| --------------------- \| --------------------- \| --------------------- \| -------------------------- \| --------------------- \| \| 1er \| Mads Pedersen \| Danemark \| Lidl-Trek \| 4 h 01 min 30 s \| \| 2e \| Sam Bennett \| Irlande \| Decathlon-AG2R La Mondiale \| + 0 s \| \| 3e \| Hugo Page \| France \| Intermarché-Wanty \| + 0 s \| \| 4e \| Clément Venturini \| France \| Arkéa-B&B Hotels \| + 0 s \| \| 5e \| Owain Doull \| Royaume-Uni \| EF Education-EasyPost \| + 0 s \| \| 6e \| Michele Gazzoli \| Italie \| Astana Qazaqstan Team \| + 0 s \| \| 7e \| Iván García Cortina \| Espagne \| Movistar Team \| + 0 s \| \| 8e \| Fred Wright \| Royaume-Uni \| Bahrain Victorious \| + 0 s \| \| 9e \| Clément Russo \| France \| Groupama-FDJ \| + 0 s \| \| 10e \| Magnus Cort Nielsen \| Danemark \| Uno-X Mobility \| + 0 s \| |                     |             |                            |                 |
| |                     |             |                            |                 |
| Source : ProCyclingStats |                     |             |                            |                 |
| Classement de l'étape |                     |             |                            |                 |
| Coureur | Coureur             | Pays        | Équipe                     | Temps           |
| 1er | Mads Pedersen       | Danemark    | Lidl-Trek                  | 4 h 01 min 30 s |
| 2e | Sam Bennett         | Irlande     | Decathlon-AG2R La Mondiale | + 0 s           |
| 3e | Hugo Page           | France      | Intermarché-Wanty          | + 0 s           |
| 4e | Clément Venturini   | France      | Arkéa-B&B Hotels           | + 0 s           |
| 5e | Owain Doull         | Royaume-Uni | EF Education-EasyPost      | + 0 s           |
| 6e | Michele Gazzoli     | Italie      | Astana Qazaqstan Team      | + 0 s           |
| 7e | Iván García Cortina | Espagne     | Movistar Team              | + 0 s           |
| 8e | Fred Wright         | Royaume-Uni | Bahrain Victorious         | + 0 s           |
| 9e | Clément Russo       | France      | Groupama-FDJ               | + 0 s           |
| 10e | Magnus Cort Nielsen | Danemark    | Uno-X Mobility             | + 0 s           |

| \| Classement général \| Classement général \| Classement général \| Classement général \| Classement général \| \| Coureur \| Coureur \| Pays \| Équipe \| Temps \| \| ------------------ \| ------------------- \| ------------------ \| -------------------------- \| ------------------ \| \| 1er \| Mads Pedersen \| Danemark \| Lidl-Trek \| 4 h 01 min 20 s \| \| 2e \| Sam Bennett \| Irlande \| Decathlon-AG2R La Mondiale \| + 4 s \| \| 3e \| Hugo Page \| France \| Intermarché-Wanty \| + 6 s \| \| 4e \| Mathis Le Berre \| France \| Arkéa-B&B Hotels \| + 7 s \| \| 5e \| Mark Donovan \| Royaume-Uni \| Q36.5 Pro Cycling Team \| + 8 s \| \| 6e \| Casper Pedersen \| Danemark \| Soudal Quick-Step \| + 9 s \| \| 7e \| Clément Venturini \| France \| Arkéa-B&B Hotels \| + 10 s \| \| 8e \| Owain Doull \| Royaume-Uni \| EF Education-EasyPost \| + 10 s \| \| 9e \| Michele Gazzoli \| Italie \| Astana Qazaqstan Team \| + 10 s \| \| 10e \| Iván García Cortina \| Espagne \| Movistar Team \| + 10 s \| |                     |             |                            |                 |
| |                     |             |                            |                 |
| Source : ProCyclingStats |                     |             |                            |                 |
| Classement général |                     |             |                            |                 |
| Coureur | Coureur             | Pays        | Équipe                     | Temps           |
| 1er | Mads Pedersen       | Danemark    | Lidl-Trek                  | 4 h 01 min 20 s |
| 2e | Sam Bennett         | Irlande     | Decathlon-AG2R La Mondiale | + 4 s           |
| 3e | Hugo Page           | France      | Intermarché-Wanty          | + 6 s           |
| 4e | Mathis Le Berre     | France      | Arkéa-B&B Hotels           | + 7 s           |
| 5e | Mark Donovan        | Royaume-Uni | Q36.5 Pro Cycling Team     | + 8 s           |
| 6e | Casper Pedersen     | Danemark    | Soudal Quick-Step          | + 9 s           |
| 7e | Clément Venturini   | France      | Arkéa-B&B Hotels           | + 10 s          |
| 8e | Owain Doull         | Royaume-Uni | EF Education-EasyPost      | + 10 s          |
| 9e | Michele Gazzoli     | Italie      | Astana Qazaqstan Team      | + 10 s          |
| 10e | Iván García Cortina | Espagne     | Movistar Team              | + 10 s          |

### 2eétape
Le début d'étape est légèrement vallonné, avant la côte de Fagot (5,3 km à 5,4 %), classée en 3e catégorie. Une fois le sommet franchit (km 45,1), la route est plate, puis descend pour aller chercher le col Saint-Thomas (4,5 km à 6,6 %), classé en 2e catégorie et dont le sommet est placé au km 67,4. Après la descente, le parcours est vallonné durant une vingtaine de kilomètres, avant environ 25 kilomètres de faux-plats descendants, en passant par le sprint intermédiaire (km 100,9). Les coureurs grimpent ensuite la côte de Saint-Georges-en-Couzan (7 km à 5,8 %), classée en 2e catégorie et dont le sommet est au km 124.4, puis via un peu de plat vont chercher le col de la Croix de Ladret (3,1 km à 6,1 %), classé en 3e catégorie et dont le sommet est situé au km 134,3. L'ascension se prolonge avec le col de la Loge, en haut duquel sera jugée l'arrivée, après 142 km de course depuis Gannat, à travers l'Allier, le Puy-de-Dôme et la Loire.
Bruno Armirail (Decathlon-AG2R La Mondiale), Mathis Le Berre (Arkea-B&B Hotels), Jonas Gregaard (Lotto-Dstny), Xandro Meurisse (Alpecin-Deceunick) et Filippo Conca (Q36.5) s'échappent dès le premier kilomètre de course. Les fuyards doivent se battre dans un premier temps pour prendre du champ, ils n'ont que 45 secondes d'avance au km 10. Le peloton va ensuite les laisser filer, l'écart grimpe à 5 minutes 20 au km 34.
Les formations Bora-Hangrohe et Ineos Grenadiers vont ensuite contrôler l'écart autour des 4 minutes 30. Le Berre passe en tête au sommet de la côte de Fagot, devant Meurisse. Le groupe de tête aborde le col Saint-Thomas avec 4 minutes d'avance. Le Berre prend la tête du classement de la montagne en prenant la 1ere place au sommet de l'ascension, devant Conca et Meurisse. A 50 km de l'arrivée, l'échappée possède encore 3 minutes 38 d'avance sur le peloton, mené par les Bora-Hansgrohe, les Groupama-FDJ et les Israel-Premier Tech. Conca remporte le sprint intermédiaire, devant Armirail et Meurisse, le peloton passe avec 3 minutes 15 de retard. L'écart est de 2 minutes 55 à 30 km de l'arrivée.
Les hommes de tête abordent la côte de Saint-Georges-en-Couzan avec 2 minutes 40 d'avance sur le peloton, mené par les Ineos Grenadiers. Quentin Pacher (Groupama-FDJ) prend les commandes du peloton dès le pied et va distancer de nombreux coureurs, notamment Antonio Tiberi (Bahrain-Victorious) et le porteur du maillot vert Sam Bennett (Decathlon-AG2R La Mondiale). L'avance des échappés va fondre, elle n'est plus que de 1 minute 46 à 5 km du sommet. Le maillot blanc Hugo Page (Intermarché-Wanty) et le maillot à pois Mark Donovan (Q36.5) sont eux aussi distancés un peu plus loin, puis les Bora-Hansgrohe reprennent la tête du peloton et réduisent encore le retard sur la tête de course. Conca attaque à 650 m du sommet, personne ne le suit. Le Berre revient sur lui progressivement dans les 300 derniers mètres de l'ascension et passe en tête au sommet, juste devant l'italien, tandis que Meurisse prend la 3e place 5 secondes plus tard, le peloton passe 1 minute 05 après le français. Les équipes Lidl-Trek et Uno-X vont ensuite prendre les commandes du peloton, qui a toujours 1 minute de retard à 15 km du but.
Alors que le peloton est pointé à 39 secondes, Bruno Armirail attaque au pied du col de la Croix de Ladret. Il possède 19 secondes d'avance sur les poursuivants et 36 sur le groupe maillot jaune à 2 km du sommet. Aleksandr Vlasov (Bora-Hansgrohe) accélère ensuite, suivi par Pavel Sivakov (UAE Emirates) et le champion des États-Unis Sean Quinn (EF Education-EasyPost), les Ineos Grenadiers ramènent le peloton, Vlasov continue de mener le groupe. Les poursuivants sont repris à 1,2 km du sommet, avec 34 secondes de retard sur l'homme de tête. Le maillot jaune Mads Pedersen (Lidl-Trek) est décroché à 200 m du sommet. Armirail passe en tête au sommet, avec 15 secondes d'avance sur Vlasov et le reste du peloton. Marc Soler (UAE Emirates) tente sa chance juste après le sommet, en vain. Derek Gee (Israel-Premier Tech) contre, sans plus de succès. A 6 km de l'arrivée, l'homme de tête possède 23 secondes d'avance sur le peloton, mené par les équipes UAE Emirates et Bora-Hansgrohe, et 47 sur le groupe maillot jaune. Après un gros effort pour tenter de recoller sur le peloton, le maillot jaune se relève dans les 3 derniers kilomètres. Armirail resiste bien et possède encore 22 secondes d'avance à 2 km de l'arrivée, puis 16 secondes à la flamme rouge, alors que l'équipe Uno-X a pris le relais en tête du peloton. Il est repris à 150 m de la ligne, Magnus Cort Nielsen (Uno-X) lance le sprint et s'adjuge l'étape, devant Primož Roglič (Bora-Hansgrohe) et Matteo Jorgenson (Visma-Lease a Bike). Il s'empare ainsi du maillot jaune et bleu et du maillot vert, avec 4 secondes d'avance sur Roglič, 6 sur le nouveau meilleur jeune Jorgenson, 8 sur Armirail et 10 sur une cinquantaine de coureurs.
| \| Classement de l'étape \| Classement de l'étape \| Classement de l'étape \| Classement de l'étape \| Classement de l'étape \| \| Coureur \| Coureur \| Pays \| Équipe \| Temps \| \| --------------------- \| --------------------- \| --------------------- \| -------------------------- \| --------------------- \| \| 1er \| Magnus Cort Nielsen \| Danemark \| Uno-X Mobility \| 3 h 21 min 42 s \| \| 2e \| Primož Roglič \| Slovénie \| Bora-Hansgrohe \| + 0 s \| \| 3e \| Matteo Jorgenson \| États-Unis \| Team Visma \\| Lease a Bike \| + 0 s \| \| 4e \| Giulio Ciccone \| Italie \| Lidl-Trek \| + 0 s \| \| 5e \| Oier Lazkano \| Espagne \| Movistar Team \| + 0 s \| \| 6e \| Dylan Teuns \| Belgique \| Israel-Premier Tech \| + 0 s \| \| 7e \| Lukas Nerurkar \| Royaume-Uni \| EF Education-EasyPost \| + 0 s \| \| 8e \| Clément Champoussin \| France \| Arkéa-B&B Hotels \| + 0 s \| \| 9e \| Romain Grégoire \| France \| Groupama-FDJ \| + 0 s \| \| 10e \| Guillaume Martin \| France \| Cofidis \| + 0 s \| |                     |             |                            |                 |
| |                     |             |                            |                 |
| Sources : ProCyclingStats Cycling Quotient |                     |             |                            |                 |
| Classement de l'étape |                     |             |                            |                 |
| Coureur | Coureur             | Pays        | Équipe                     | Temps           |
| 1er | Magnus Cort Nielsen | Danemark    | Uno-X Mobility             | 3 h 21 min 42 s |
| 2e | Primož Roglič       | Slovénie    | Bora-Hansgrohe             | + 0 s           |
| 3e | Matteo Jorgenson    | États-Unis  | Team Visma \| Lease a Bike | + 0 s           |
| 4e | Giulio Ciccone      | Italie      | Lidl-Trek                  | + 0 s           |
| 5e | Oier Lazkano        | Espagne     | Movistar Team              | + 0 s           |
| 6e | Dylan Teuns         | Belgique    | Israel-Premier Tech        | + 0 s           |
| 7e | Lukas Nerurkar      | Royaume-Uni | EF Education-EasyPost      | + 0 s           |
| 8e | Clément Champoussin | France      | Arkéa-B&B Hotels           | + 0 s           |
| 9e | Romain Grégoire     | France      | Groupama-FDJ               | + 0 s           |
| 10e | Guillaume Martin    | France      | Cofidis                    | + 0 s           |

| \| Classement général \| Classement général \| Classement général \| Classement général \| Classement général \| \| Coureur \| Coureur \| Pays \| Équipe \| Temps \| \| ------------------ \| ------------------- \| ------------------ \| -------------------------- \| ------------------ \| \| 1er \| Magnus Cort Nielsen \| Danemark \| Uno-X Mobility \| 7 h 23 min 02 s \| \| 2e \| Primož Roglič \| Slovénie \| Bora-Hansgrohe \| + 4 s \| \| 3e \| Matteo Jorgenson \| États-Unis \| Team Visma \\| Lease a Bike \| + 6 s \| \| 4e \| Bruno Armirail \| France \| Decathlon-AG2R La Mondiale \| + 8 s \| \| 5e \| Clément Champoussin \| France \| Arkéa-B&B Hotels \| + 10 s \| \| 6e \| Derek Gee \| Canada \| Israel-Premier Tech \| + 10 s \| \| 7e \| Oier Lazkano \| Espagne \| Movistar Team \| + 10 s \| \| 8e \| Krists Neilands \| Lettonie \| Israel-Premier Tech \| + 10 s \| \| 9e \| Juan Ayuso \| Espagne \| UAE Team Emirates \| + 10 s \| \| 10e \| Jack Haig \| Australie \| Bahrain Victorious \| + 10 s \| |                     |            |                            |                 |
| |                     |            |                            |                 |
| Sources : ProCyclingStats Cycling Quotient |                     |            |                            |                 |
| Classement général |                     |            |                            |                 |
| Coureur | Coureur             | Pays       | Équipe                     | Temps           |
| 1er | Magnus Cort Nielsen | Danemark   | Uno-X Mobility             | 7 h 23 min 02 s |
| 2e | Primož Roglič       | Slovénie   | Bora-Hansgrohe             | + 4 s           |
| 3e | Matteo Jorgenson    | États-Unis | Team Visma \| Lease a Bike | + 6 s           |
| 4e | Bruno Armirail      | France     | Decathlon-AG2R La Mondiale | + 8 s           |
| 5e | Clément Champoussin | France     | Arkéa-B&B Hotels           | + 10 s          |
| 6e | Derek Gee           | Canada     | Israel-Premier Tech        | + 10 s          |
| 7e | Oier Lazkano        | Espagne    | Movistar Team              | + 10 s          |
| 8e | Krists Neilands     | Lettonie   | Israel-Premier Tech        | + 10 s          |
| 9e | Juan Ayuso          | Espagne    | UAE Team Emirates          | + 10 s          |
| 10e | Jack Haig           | Australie  | Bahrain Victorious         | + 10 s          |

### 3eétape
Le début d'étape est légèrement vallonné, avec notamment la côte d'Augerolles (2,6 km à 5,2 %), classée en 4e catégorie et dont le sommet est situé au km 22,1. La suite de l'étape est plutôt plate, jusqu'au sprint intermédiaire (km 75,8). Les coureurs escaladent ensuite la côte de Saint-Victor-sur-Arlanc (3,1 km à 9,4 %), classée en 2e catégorie. Après le sommet (km 87,6), la route est en faux-plats descendants pendant une vingtaine de kilomètres, emprunte une bosse avant de plonger durant environ 15 km. Le parcours remonte alors par palier, en commençant par la côte de Retournac (3,2 km à 5,4 %), classée en 3e catégorie et dont le sommet est au km 125, et en terminant par la côte de Valogeon (2 km à 5,2 %), classée en 4e catégorie et dont le sommet est placé au km 146,6. Après deux nouvelles montées non-répertoriées, le peloton va chercher la montée vers Les Estables (3,8 km à 5,2 %), classée en 3e catégorie et en haut de laquelle sera jugée l'arrivée, après 181,2 km de course depuis Celles-sur-Durolle, à travers le Puy-de-Dôme et la Haute-Loire.

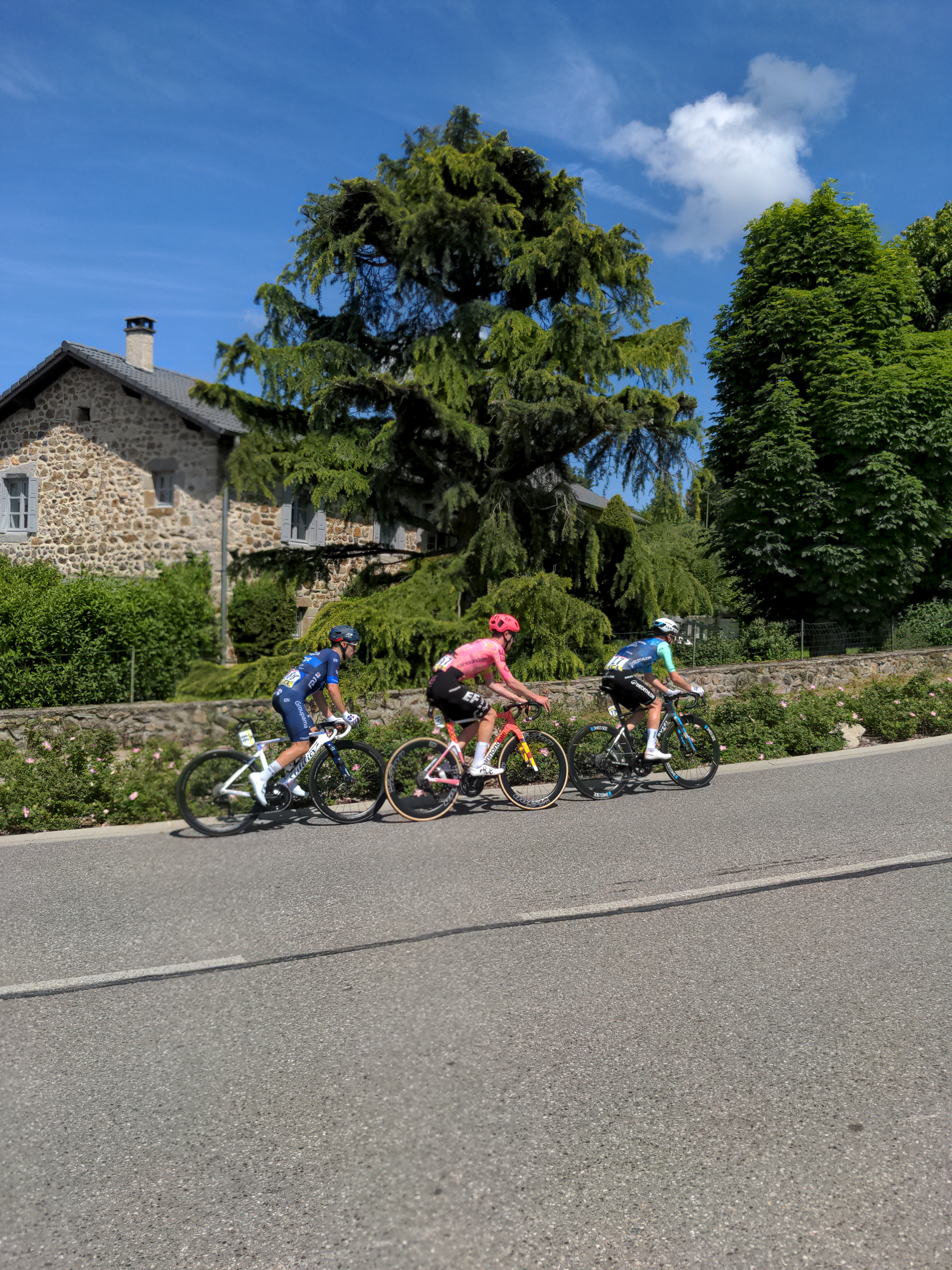
Echappée à Beaux.
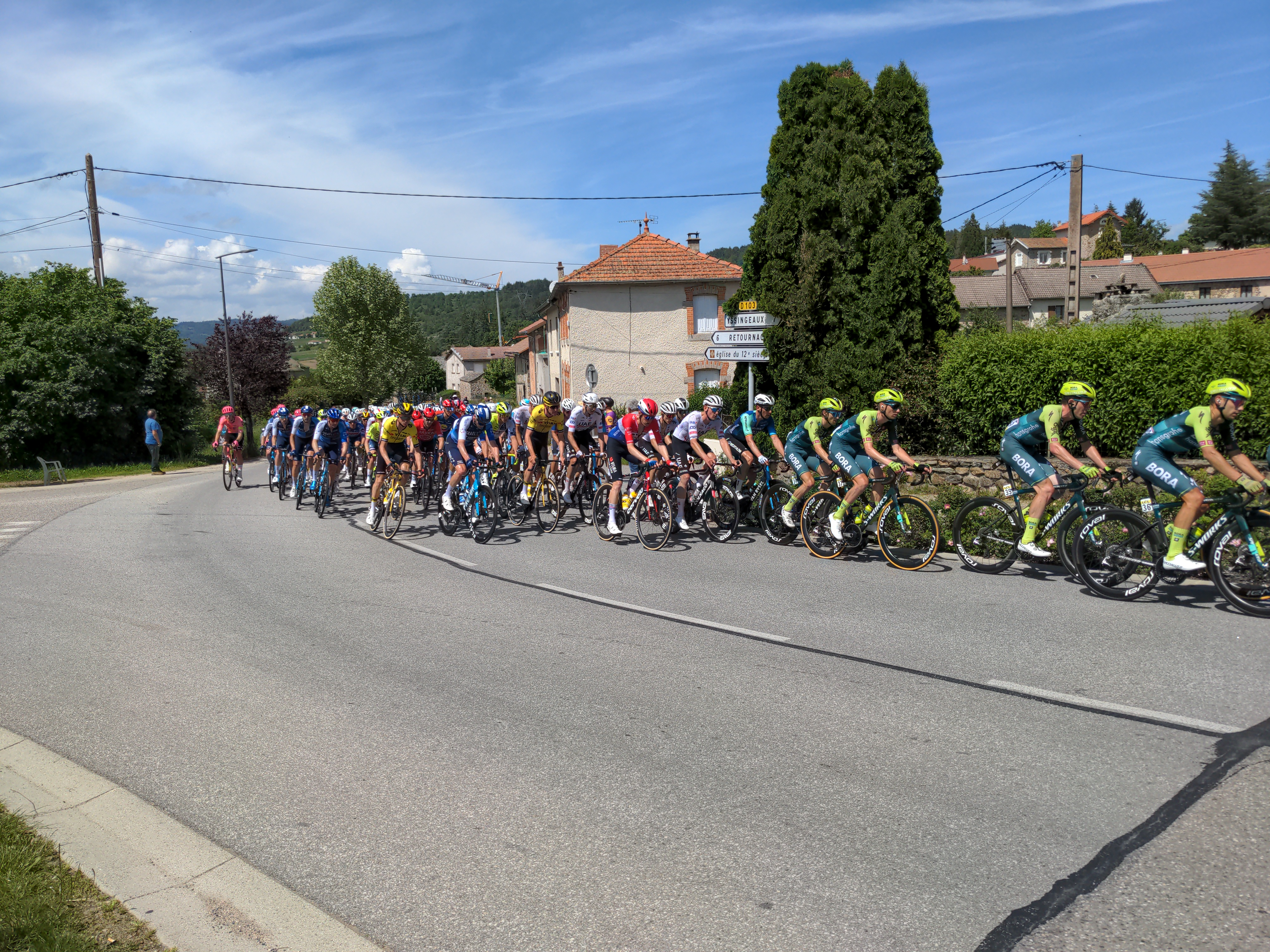
Passage du peloton.
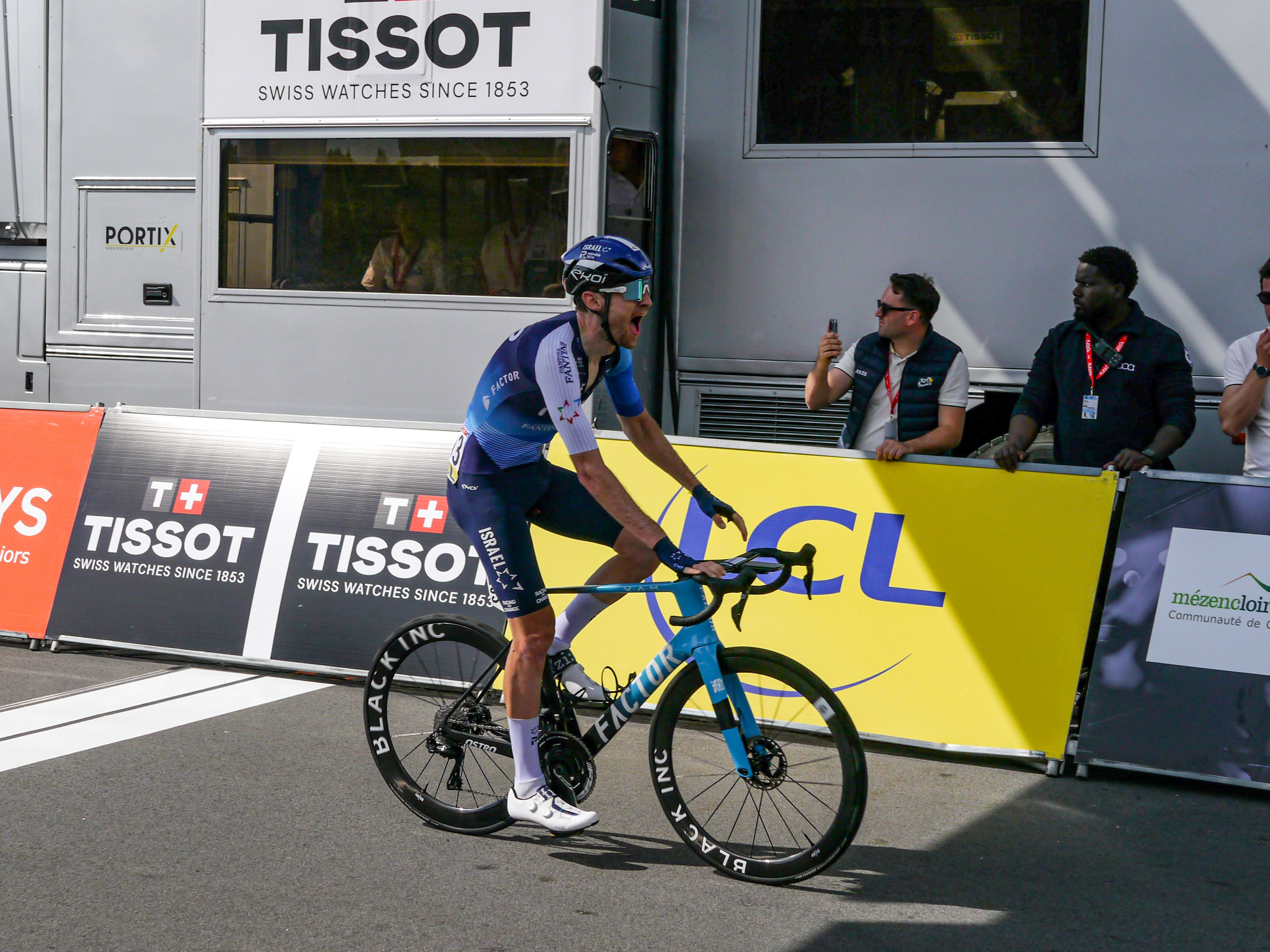
Victoire de Derek Gee aux Estables.

Plusieurs groupes tentent de s'échapper au début de l'étape, sans succès. Dorian Godon (Déctahlon-AG2R La Mondiale) attaque au km 8, mais il est repris 5 km plus loin. Après de nouvelles tentatives infructeuses, Darren Rafferty (EF Education EasyPost) accélère dans la côte d'Augerolles, d'autres coureurs partent en contre-attaque, mais tout le monde est repris à mi-pente. Nicolas Prodhomme (Décathlon-AG2R La Mondiale) attaque ensuite et passe en tête au sommet, sans parvenir à se détacher durablement. Il retente sa chance au km 32, accompagné par Rémy Rochas (Groupama-FDJ) et Harry Sweeny (EF Education-EasyPost), et cette fois-ci le trio parvient à creuser un petit trou sur le peloton. Thibault Guernalec (Arkéa-B&B Hotels) et Juri Hollmann (Alpecin-Deceuninck) sortent eux aussi du peloton, mais ils sont rapidement repris.
Le peloton, mené par l'équipe Uno-X, ne laisse pas beaucoup de champ au trio de tête dans un premier temps, puis laisse filer les échappés, après la chute de Primož Roglič (Bora-Hansgrohe), au km 40. L'écart est déjà de 2 minutes 50 au km 44. Prodhomme remporte le sprint intermédiaire, devant Rochas et Sweeny, le peloton passe la ligne 3 minutes 10 plus tard. Les échappés abordent la côte de Saint-Victor-sur-Arlanc avec 2 minutes 50 d'avance. Rochas passe en tête au sommet, devant Sweeny et Prodhomme, tandis que le maillot à pois Mathis Le Berre (Arkéa-B&B Hotels) va chercher le point de la 4e place, 2 minutes 30 plus tard. Le peloton va ensuite stabiliser l'écart autour de ce seuil, avant de le faire chuter dans les 60 derniers kilomètres. Rochas passe en tête de la côte de Retournac, devant Prodhomme. Le trio de tête n'a plus que 53 secondes d'avance à 50 km de l'arrivée. L'écart va ensuite osciller autour d'une minute, avant de remonter à 1 minute 20 à 42 km du but.
Christopher Juul Jensen (Jayco-AlUla) attaque à 40,7 km de l'arrivée, alors que le groupe de tête a encore 1 minute 14 d'avance. Le champion de France Valentin Madouas (Groupama-FDJ) sort lui aussi du peloton quelques hectomètres plus loin. À 39 km de la ligne, le trio de tête possède 19 secondes d'avance sur Juul Jensen, 36 sur Madouas et 1 minute 02 sur le peloton. Juul Jensen rentre dans le groupe de tête à 36,4 km de l'arrivée, le champion de France est alors pointé à 25 secondes et le peloton à 40 secondes. Rochas passe en tête de la côte de Valogeon, avec 22 secondes d'avance sur le poursuivant et 47 sur le peloton. Madouas finit par se relever et est repris par le peloton à un peu plus de 30 km de l'arrivée, avec 1 minute 02 de retard sur le quatuor de tête. Chris Harper (Jayco-AlUla) chute a 29 km de l'arrivée, mais parvient à reprendre sa place dans le peloton avec l'aide de ses équipiers. Rémy Rochas est lâché à 22,8 km du but et est rapidement repris par le peloton.
Les UAE Emirates, les Lidl-Trek et les Ineos Grenadiers rejoignent les Uno-X en tête du peloton, qui n'a plus que 42 secondes de retard à 20 km de l'arrivée. Le peloton va ensuite ralentir et l'écart repasse au-delà de la minute. Les Lidl-Trek, avec notamment le porteur du maillot vert Mads Pedersen, prennent en charge la poursuite dans les 15 derniers kilomètres, le trio de tête n'a plus que 33 secondes d'avance à 10 km du but, puis 22 secondes 5 km plus loin. Les échappés abordent la montée finale avec 15 secondes d'avance sur le peloton, mené par les Ineos Grenadiers. Ils sont rejoints à 2,6 km de la ligne, les équipes des favoris se placent en tête de peloton. Krists Neilands (Israel-Premier Tech) attaque à 820 m de l'arrivée, pris en chasse par l'équipe Bora-Hansgrohe, il est repris à 550 m du sommet. Son coéquipier Derek Gee démarre à son tour à 500 m de la ligne, suivi par Romain Grégoire (Groupama-FDJ). Grégoire prend la tête, mais Gee fait la différence dans les 100 derniers mètres et s'impose juste devant le français, avec 3 secondes d'avance sur le groupe maillot jaune, réglé par Lukas Nerurkar (EF Education-EasyPost). Le vainqueur du jour s'empare du maillot jaune et bleu, avec 3 secondes d'avance sur Magnus Cort Nielsen (Uno-X) et 4 sur Grégoire, qui devient le meilleur jeune de la course. Roglič, Matteo Jorgenson (Visma-Lease a Bike), Nerurkar et Bruno Armirail (Décathlon-AG2R La Mondiale) suivent, avec quelques secondes d'avance sur les favoris de l'épreuve. 4e de l'étape, Giulio Ciccone (Lidl-Trek) s'empare du maillot vert.
| \| Classement de l'étape \| Classement de l'étape \| Classement de l'étape \| Classement de l'étape \| Classement de l'étape \| \| Coureur \| Coureur \| Pays \| Équipe \| Temps \| \| --------------------- \| --------------------- \| --------------------- \| -------------------------- \| --------------------- \| \| 1er \| Derek Gee \| Canada \| Israel-Premier Tech \| 4 h 22 min 18 s \| \| 2e \| Romain Grégoire \| France \| Groupama-FDJ \| + 0 s \| \| 3e \| Lukas Nerurkar \| Royaume-Uni \| EF Education-EasyPost \| + 3 s \| \| 4e \| Giulio Ciccone \| Italie \| Lidl-Trek \| + 3 s \| \| 5e \| Harold Tejada \| Colombie \| Astana Qazaqstan Team \| + 3 s \| \| 6e \| Santiago Buitrago \| Colombie \| Bahrain Victorious \| + 3 s \| \| 7e \| Aleksandr Vlasov \| Russie \| Bora-Hansgrohe \| + 3 s \| \| 8e \| Clément Champoussin \| France \| Arkéa-B&B Hotels \| + 3 s \| \| 9e \| Matteo Jorgenson \| États-Unis \| Team Visma \\| Lease a Bike \| + 3 s \| \| 10e \| Primož Roglič \| Slovénie \| Bora-Hansgrohe \| + 3 s \| |                     |             |                            |                 |
| |                     |             |                            |                 |
| Sources : ProCyclingStats Cycling Quotient |                     |             |                            |                 |
| Classement de l'étape |                     |             |                            |                 |
| Coureur | Coureur             | Pays        | Équipe                     | Temps           |
| 1er | Derek Gee           | Canada      | Israel-Premier Tech        | 4 h 22 min 18 s |
| 2e | Romain Grégoire     | France      | Groupama-FDJ               | + 0 s           |
| 3e | Lukas Nerurkar      | Royaume-Uni | EF Education-EasyPost      | + 3 s           |
| 4e | Giulio Ciccone      | Italie      | Lidl-Trek                  | + 3 s           |
| 5e | Harold Tejada       | Colombie    | Astana Qazaqstan Team      | + 3 s           |
| 6e | Santiago Buitrago   | Colombie    | Bahrain Victorious         | + 3 s           |
| 7e | Aleksandr Vlasov    | Russie      | Bora-Hansgrohe             | + 3 s           |
| 8e | Clément Champoussin | France      | Arkéa-B&B Hotels           | + 3 s           |
| 9e | Matteo Jorgenson    | États-Unis  | Team Visma \| Lease a Bike | + 3 s           |
| 10e | Primož Roglič       | Slovénie    | Bora-Hansgrohe             | + 3 s           |

| \| Classement général \| Classement général \| Classement général \| Classement général \| Classement général \| \| Coureur \| Coureur \| Pays \| Équipe \| Temps \| \| ------------------ \| ------------------- \| ------------------ \| -------------------------- \| ------------------ \| \| 1er \| Derek Gee \| Canada \| Israel-Premier Tech \| 11 h 45 min 20 s \| \| 2e \| Magnus Cort Nielsen \| Danemark \| Uno-X Mobility \| + 3 s \| \| 3e \| Romain Grégoire \| France \| Groupama-FDJ \| + 4 s \| \| 4e \| Primož Roglič \| Slovénie \| Bora-Hansgrohe \| + 7 s \| \| 5e \| Matteo Jorgenson \| États-Unis \| Team Visma \\| Lease a Bike \| + 9 s \| \| 6e \| Lukas Nerurkar \| Royaume-Uni \| EF Education-EasyPost \| + 9 s \| \| 7e \| Bruno Armirail \| France \| Decathlon-AG2R La Mondiale \| + 11 s \| \| 8e \| Clément Champoussin \| France \| Arkéa-B&B Hotels \| + 13 s \| \| 9e \| Giulio Ciccone \| Italie \| Lidl-Trek \| + 13 s \| \| 10e \| Carlos Rodríguez \| Espagne \| Ineos Grenadiers \| + 13 s \| |                     |             |                            |                  |
| |                     |             |                            |                  |
| Sources : ProCyclingStats Cycling Quotient |                     |             |                            |                  |
| Classement général |                     |             |                            |                  |
| Coureur | Coureur             | Pays        | Équipe                     | Temps            |
| 1er | Derek Gee           | Canada      | Israel-Premier Tech        | 11 h 45 min 20 s |
| 2e | Magnus Cort Nielsen | Danemark    | Uno-X Mobility             | + 3 s            |
| 3e | Romain Grégoire     | France      | Groupama-FDJ               | + 4 s            |
| 4e | Primož Roglič       | Slovénie    | Bora-Hansgrohe             | + 7 s            |
| 5e | Matteo Jorgenson    | États-Unis  | Team Visma \| Lease a Bike | + 9 s            |
| 6e | Lukas Nerurkar      | Royaume-Uni | EF Education-EasyPost      | + 9 s            |
| 7e | Bruno Armirail      | France      | Decathlon-AG2R La Mondiale | + 11 s           |
| 8e | Clément Champoussin | France      | Arkéa-B&B Hotels           | + 13 s           |
| 9e | Giulio Ciccone      | Italie      | Lidl-Trek                  | + 13 s           |
| 10e | Carlos Rodríguez    | Espagne     | Ineos Grenadiers           | + 13 s           |

### 4eétape
L'étape est un contre-la-montre individuel, long de 34,4 km entre Saint-Germain-Laval et Neulise, à travers la Loire.
Champion du monde de la spécialité, Remco Evenepoel (Soudal-Quick Step) remporte ce contre-la-montre, avec 17 secondes d'avance sur le maillot étoilé Joshua Tarling (Ineos Grenadiers) et 39 secondes sur le champion olympique Primož Roglič (Bora-Hansgrohe), qui prend la tête du classement par points. Evenepoel a deux secondes d'avance sur Tarling au premier temps intermédiaire et une seconde de retard sur celui-ci au second temps intermédiaire. Matteo Jorgenson (Visma-Lease a Bike) concède 1 minute 08, le maillot jaune et bleu Derek Gee (Israel-Premier Tech) 1 minute 24, Bruno Armirail (Décathlon-AG2R La Mondiale) et Juan Ayuso (UAE Emirates) 1 minute 27, Carlos Rodríguez (Ineos Grenadiers) 1 minute 41, Aleksandr Vlasov 1 minute 48, Mikel Landa (Soudal-Quick Step) 2 minutes 38, le maillot blanc Romain Grégoire (Groupama-FDJ) 3 minutes 02 et David Gaudu (Groupama-FDJ) 4 minutes 07. Evenepoel s'empare ainsi des maillots jaune et blanc, avec 33 secondes d'avance sur Roglič et 1 minute 04 sur Jorgenson. L'ancien leader recule au 4e rang, à 1 minute 21.
| \| Classement de l'étape \| Classement de l'étape \| Classement de l'étape \| Classement de l'étape \| Classement de l'étape \| \| Coureur \| Coureur \| Pays \| Équipe \| Temps \| \| --------------------- \| --------------------- \| --------------------- \| -------------------------- \| --------------------- \| \| 1er \| Remco Evenepoel \| Belgique \| Soudal Quick-Step \| 41 min 49 s \| \| 2e \| Joshua Tarling \| Royaume-Uni \| Ineos Grenadiers \| + 17 s \| \| 3e \| Primož Roglič \| Slovénie \| Bora-Hansgrohe \| + 39 s \| \| 4e \| Matteo Jorgenson \| États-Unis \| Team Visma \\| Lease a Bike \| + 1 min 07 s \| \| 5e \| Oier Lazkano \| Espagne \| Movistar Team \| + 1 min 21 s \| \| 6e \| Derek Gee \| Canada \| Israel-Premier Tech \| + 1 min 24 s \| \| 7e \| Neilson Powless \| États-Unis \| EF Education-EasyPost \| + 1 min 24 s \| \| 8e \| Bruno Armirail \| France \| Decathlon-AG2R La Mondiale \| + 1 min 26 s \| \| 9e \| Juan Ayuso \| Espagne \| UAE Team Emirates \| + 1 min 27 s \| \| 10e \| Tao Geoghegan Hart \| Royaume-Uni \| Lidl-Trek \| + 1 min 38 s \| |                    |             |                            |              |
| |                    |             |                            |              |
| Sources : ProCyclingStats Cycling Quotient |                    |             |                            |              |
| Classement de l'étape |                    |             |                            |              |
| Coureur | Coureur            | Pays        | Équipe                     | Temps        |
| 1er | Remco Evenepoel    | Belgique    | Soudal Quick-Step          | 41 min 49 s  |
| 2e | Joshua Tarling     | Royaume-Uni | Ineos Grenadiers           | + 17 s       |
| 3e | Primož Roglič      | Slovénie    | Bora-Hansgrohe             | + 39 s       |
| 4e | Matteo Jorgenson   | États-Unis  | Team Visma \| Lease a Bike | + 1 min 07 s |
| 5e | Oier Lazkano       | Espagne     | Movistar Team              | + 1 min 21 s |
| 6e | Derek Gee          | Canada      | Israel-Premier Tech        | + 1 min 24 s |
| 7e | Neilson Powless    | États-Unis  | EF Education-EasyPost      | + 1 min 24 s |
| 8e | Bruno Armirail     | France      | Decathlon-AG2R La Mondiale | + 1 min 26 s |
| 9e | Juan Ayuso         | Espagne     | UAE Team Emirates          | + 1 min 27 s |
| 10e | Tao Geoghegan Hart | Royaume-Uni | Lidl-Trek                  | + 1 min 38 s |

| \| Classement général \| Classement général \| Classement général \| Classement général \| Classement général \| \| Coureur \| Coureur \| Pays \| Équipe \| Temps \| \| ------------------ \| ------------------ \| ------------------ \| -------------------------- \| ------------------ \| \| 1er \| Remco Evenepoel \| Belgique \| Soudal Quick-Step \| 12 h 27 min 22 s \| \| 2e \| Primož Roglič \| Slovénie \| Bora-Hansgrohe \| + 33 s \| \| 3e \| Matteo Jorgenson \| États-Unis \| Team Visma \\| Lease a Bike \| + 1 min 04 s \| \| 4e \| Derek Gee \| Canada \| Israel-Premier Tech \| + 1 min 11 s \| \| 5e \| Oier Lazkano \| Espagne \| Movistar Team \| + 1 min 21 s \| \| 6e \| Bruno Armirail \| France \| Decathlon-AG2R La Mondiale \| + 1 min 25 s \| \| 7e \| Neilson Powless \| États-Unis \| EF Education-EasyPost \| + 1 min 25 s \| \| 8e \| Juan Ayuso \| Espagne \| UAE Team Emirates \| + 1 min 27 s \| \| 9e \| Tao Geoghegan Hart \| Royaume-Uni \| Lidl-Trek \| + 1 min 39 s \| \| 10e \| Carlos Rodríguez \| Espagne \| Ineos Grenadiers \| + 1 min 41 s \| |                    |             |                            |                  |
| |                    |             |                            |                  |
| Sources : ProCyclingStats Cycling Quotient |                    |             |                            |                  |
| Classement général |                    |             |                            |                  |
| Coureur | Coureur            | Pays        | Équipe                     | Temps            |
| 1er | Remco Evenepoel    | Belgique    | Soudal Quick-Step          | 12 h 27 min 22 s |
| 2e | Primož Roglič      | Slovénie    | Bora-Hansgrohe             | + 33 s           |
| 3e | Matteo Jorgenson   | États-Unis  | Team Visma \| Lease a Bike | + 1 min 04 s     |
| 4e | Derek Gee          | Canada      | Israel-Premier Tech        | + 1 min 11 s     |
| 5e | Oier Lazkano       | Espagne     | Movistar Team              | + 1 min 21 s     |
| 6e | Bruno Armirail     | France      | Decathlon-AG2R La Mondiale | + 1 min 25 s     |
| 7e | Neilson Powless    | États-Unis  | EF Education-EasyPost      | + 1 min 25 s     |
| 8e | Juan Ayuso         | Espagne     | UAE Team Emirates          | + 1 min 27 s     |
| 9e | Tao Geoghegan Hart | Royaume-Uni | Lidl-Trek                  | + 1 min 39 s     |
| 10e | Carlos Rodríguez   | Espagne     | Ineos Grenadiers           | + 1 min 41 s     |

### 5eétape
La première partie de l'étape est vallonnée, avec notamment le sprint intermédiaire (km 32,6) et la côte de Croix de Signy (1,6 km à 4,6 %), classée en 4e catégorie et dont le sommet est au km 49,7. Ensuite, le parcours emprunte la côte de Duerne (5 km à 6,9 %), classée en 2e catégorie et dont le sommet est situé au km 76.2, et une bosse non-répertoriée, avant de descendre une vingtaine de kilomètres. Le peloton escalade alors la côte de Givors (3,8 km à 4,6 %), classée en 3e catégorie. La route continue de grimper après le sommet (km 111,5), avant de descendre une dizaine de kilomètres. Les 35 derniers kilomètres sont plats, à l'exception de la côte de Bel-Air (1,8 km à 5,1 %), classée en 4e catégorie et dont le sommet est au km 144. L'arrivée est jugée à Saint-Priest, après 167 km de course depuis Amplepuis, à travers le Rhône, la Loire et l'Isère.
Le maillot à pois Mathis Le Berre (Arkéa-B&B Hotels) et Tobias Bayer (Alpecin-Deceuninck) s'échappent dès le premier kilomètre de course. Le duo est rejoint par Ådne Holter (Uno-X) au km 4, le peloton est alors pointé à 1 minute 35. L'écart va se stabiliser, car certaines équipes tentent de relancer un mouvement de course, puis le peloton va se calmer et l'écart va grimper à 4 minutes au km 20. L'équipe Soudal-Quick Step va ensuite enclencher la poursuite. Bayer remporte le sprint intermédiaire, devant Holter et Le Berre, le peloton passe 3 minutes plus tard.
Le Berre passe en tête de la côte de Croix de Signy, puis les formations Lidl-Trek et Décathlon-AG2R La Mondiale prennent les commandes du peloton. Les échappés vont ensuite reprendre du champ, ils abordent le côte de Duerne avec 4 minutes d'avance. Le maillot à pois passe en tête au sommet, devant Bayer et Holter, le peloton franchit la ligne avec 3 minutes 50 de retard. Holter chute à 78 km de l'arrivée et recolle à 66 km du but. Le trio de tête aborde la côte de Givors avec moins de 2 minutes d'avance. Le Berre passe à nouveau en tête au sommet, devant Bayer, avec 1 minute 58 d'avance sur le peloton. L'écart chute à 1 minute 27 à 50 km de l'arrivée. Holder est distancé dans une descente, à 48,2 km de la ligne et met plus d'un kilomètre à reprendre sa place en tête. Il est lâché à nouveau dans la descente suivante et ne reviendra jamais sur le duo de tête. Le maillot à pois perd lui aussi quelques longueurs à 39 km de l'arrivée et recolle sur Bayer à 34 km du but, le peloton est alors pointé à 1 minute 53. L'écart va chute à 1 minute 30 à 30 km de la ligne. Les hommes de tête abordent la côte de Bel-Air avec 52 secondes d'avance. Le maillot à pois passe en tête de la côte de Bel-Air, avec 28 secondes d'avance sur le peloton.
Dans la descente, une bonne partie du peloton est pris dans une chute. Une cinquantaine de coureurs vont ainsi à terre. Parmi eux, on retrouve notamment le maillot jaune Remco Evenepoel (Soudal-Quick Step), le maillot vert Primož Roglič (Bora-Hansgrohe), Juan Ayuso (UAE Emirates) et Neilson Powless (EF Education-EasyPost). Plusieurs coureurs sont contraints à l'abandon, dont Steven Kruijswijk, le champion des Pays-Bas Dylan Van Baarle (Visma-Lease a Bike) et Rémy Rochas (Groupama-FDJ). La course est ainsi neutralisée, aucun changement n'est donc à déclarer dans les différents classements. A l'arrivée, les deux premiers du classement général se veulent rassurants : « j'ai vu d'autres gars qui étaient plus blessés que moi, mes pensées vont vers eux », rappelle Evenepoel ; « je vais devoir passer des examens pour être sûr, mais pour le reste, je m'en sors beaucoup mieux que beaucoup de gars », indique Roglič.
| \| Classement général \| Classement général \| Classement général \| Classement général \| Classement général \| \| Coureur \| Coureur \| Pays \| Équipe \| Temps \| \| ------------------ \| ------------------ \| ------------------ \| -------------------------- \| ------------------ \| \| 1er \| Remco Evenepoel \| Belgique \| Soudal Quick-Step \| 12 h 27 min 22 s \| \| 2e \| Primož Roglič \| Slovénie \| Bora-Hansgrohe \| + 33 s \| \| 3e \| Matteo Jorgenson \| États-Unis \| Team Visma \\| Lease a Bike \| + 1 min 04 s \| \| 4e \| Derek Gee \| Canada \| Israel-Premier Tech \| + 1 min 11 s \| \| 5e \| Oier Lazkano \| Espagne \| Movistar Team \| + 1 min 21 s \| \| 6e \| Bruno Armirail \| France \| Decathlon-AG2R La Mondiale \| + 1 min 25 s \| \| 7e \| Neilson Powless \| États-Unis \| EF Education-EasyPost \| + 1 min 25 s \| \| 8e \| Juan Ayuso \| Espagne \| UAE Team Emirates \| + 1 min 27 s \| \| 9e \| Tao Geoghegan Hart \| Royaume-Uni \| Lidl-Trek \| + 1 min 39 s \| \| 10e \| Carlos Rodríguez \| Espagne \| Ineos Grenadiers \| + 1 min 41 s \| |                    |             |                            |                  |
| |                    |             |                            |                  |
| Sources : ProCyclingStats Cycling Quotient |                    |             |                            |                  |
| Classement général |                    |             |                            |                  |
| Coureur | Coureur            | Pays        | Équipe                     | Temps            |
| 1er | Remco Evenepoel    | Belgique    | Soudal Quick-Step          | 12 h 27 min 22 s |
| 2e | Primož Roglič      | Slovénie    | Bora-Hansgrohe             | + 33 s           |
| 3e | Matteo Jorgenson   | États-Unis  | Team Visma \| Lease a Bike | + 1 min 04 s     |
| 4e | Derek Gee          | Canada      | Israel-Premier Tech        | + 1 min 11 s     |
| 5e | Oier Lazkano       | Espagne     | Movistar Team              | + 1 min 21 s     |
| 6e | Bruno Armirail     | France      | Decathlon-AG2R La Mondiale | + 1 min 25 s     |
| 7e | Neilson Powless    | États-Unis  | EF Education-EasyPost      | + 1 min 25 s     |
| 8e | Juan Ayuso         | Espagne     | UAE Team Emirates          | + 1 min 27 s     |
| 9e | Tao Geoghegan Hart | Royaume-Uni | Lidl-Trek                  | + 1 min 39 s     |
| 10e | Carlos Rodríguez   | Espagne     | Ineos Grenadiers           | + 1 min 41 s     |

### 6eétape
Le début d'étape est vallonné, avec une bosse non-répertoriée et la côte de La-Côte-Saint-André (1,8 km à 6,7 %), classée en 4e catégorie et dont le sommet est situé au km 31,6. Aucune difficulté n'est prévue jusqu'au sprint intermédiaire (km 104,5). Puis, la route emprunte le col du Granier (8,9 km à 5,4 %), classé en 2e catégorie et dont le sommet est au km 128.6, la descente et une vingtaine de kilomètres plats puis en faux-plats montants, avant la montée Hors-Catégorie vers Le Collet d'Allevard (11,2 km à 8,1 %), haut de laquelle sera jugée l'arrivée, après 173,2 km de course depuis Hauterives, à travers la Drôme, l'Isère et la Savoie.
À la suite de la chute qui a émaillé l'étape de la veille, huit coureurs sont non-partants, dont un membre du Top 10 du classement général, à savoir Juan Ayuso (UAE Emirates). Magnus Cort Nielsen (Uno-X), Romain Grégoire (Groupama-FDJ), Thibault Guernalec (Arkéa-B&B Hotels), Arjen Livyns (Lotto-Dstny), Mason Hollyman (Israel-Premier Tech) et Alessandro Fancellu (Q36.5) s'échappent après 1,5 km de course. Le groupe de tête doit batailler dans un premier temps, car de nombreux coureurs, notamment ceux des équipes EF Education-EasyPost et Décathlon-AG2R La Mondiale, tentent de sortir du peloton. L'avance des hommes de tête ne dépasse pas les 40 secondes pendant une vingtaine de kilomètre, puis le peloton, mené par la Soudal-Quick Step va laisser filer le groupe de tête. Gernalec passe en tête de la côte de La-Côte-Saint-André, avec 3 minutes 50 d'avance sur le peloton. 23e du classement général à 2 minutes 53, Grégoire est alors maillot jaune virtuel. L'écart grimpe à 5 minutes 05 au km 50.
Le retard du peloton va continuer à augmenter, il tutoie les 6 minutes sur la ligne du sprint intermédiaire, remporté par Cort Nielsen, en devançant Fancellu et Grégoire. Le Danois prend ainsi la tête du classement par points. Les hommes de tête abordent le col du Granier avec 5 minutes 40 d'avance. La formation Lidl-Trek vient participer à la poursuite avec la Soudal-Quick Step, l'écart chute à 4 minutes 35 à 5 km du sommet. L'équipe EF Education-EasyPost prend les commandes du peloton en fin d'ascension. Gernalec devance Grégoire et Fancellu au sommet, le peloton passe 3 minutes 45 plus tard. Gernalec et Hollyman chutent dans la descente, à 41,7 km de l'arrivée. Gernalec repart rapidement et fait le forcing pour rentrer sur la tête de course, Hollyman perd progressivement du temps. Guernalec recolle sur le groupe de tête à 33,3 km du but, le poursuivant est pointé à 1 minute 39 et le peloton à 3 minutes 48. Des cassures apparaissent au sein du peloton dans la descente, sous l'impulsion des Lidl-Trek, le peloton va ensuite se reformer progressivement dans la vallée. Les échappés perdent du temps sur une erreur d'aiguillage à plus de l'arrivée, Gernalec repart seul devant, mais le groupe se reforme à 27,6 km de la ligne. Le peloton, qui a repris Hollyman, est pointé à 3 minutes 17. Les échappés n'ont plus que 2 minutes 50 d'avance sur le peloton, de nouveau mené par les Soudal-Quick Step et les Lidl-Trek, à 20 km de l'arrivée.
Le groupe de tête aborde l'ascension finale avec 1 minute 53 d'avance sur le peloton, mené par les Ineos Grenadiers dès le pied. Romain Grégoire attaque à 10,3 km du sommet, suivi seulement par Magnus Cort Nielsen. Tao Geoghegan Hart (Lidl-Trek) et Sepp Kuss (Visma-Lease a Bike) font partie des premiers coureurs distancés. Grégoire part seul à 9,3 km de l'arrivée, il a alors 21 secondes d'avance sur les trois poursuivants et 1 minute 04 sur le peloton. Tandis que leurs ex-compagnons sont repris par le peloton, l'écart entre les deux échappés reste de moins de 10 secondes. Cort Nielsen se relève et est repris par le groupe maillot jaune à 4,9 km du sommet, alors que l'homme de tête n'a plus que 39 secondes d'avance. Laurens De Plus (Ineos Grenadiers) contre, Mikel Landa (Soudal-Quick Step) tente de le suivre, mais se rassoit pour prendre la tête du groupe maillot jaune. Aleksandr Vlasov (Bora-Hansgrohe) sort à son tour un peu plus loin et rejoint De Plus à 4,3 km de la ligne. Les deux hommes déposent Grégoire 200 m plus loin, ils ont alors 18 secondes d'avance sur le groupe maillot jaune, qui perd Guillaume Martin (Cofidis) et Neilson Powless (EF Education-EasyPost). David Gaudu (Groupama-FDJ) et Santiago Buitrago (Barhain-Victorious) sont eux-aussi en difficulté.
Giulio Ciccone (Lidl-Trek) accélère à 3,4 km du sommet, suivi par le maillot vert Primož Roglič (Bora-Hansgrohe). Le duo est vite rejoint par le porteur du maillot blanc Matteo Jorgenson (Visma-Lease a Bike) et Carlos Rodríguez (Ineos Grenadiers), tandis que le maillot jaune Remco Evenepoel (Soudal-Quick Step) est en queue de son groupe. A 2,5 km de l'arrivée, le duo de tête possède 8 secondes d'avance sur le groupe maillot vert, qui a vu le retour de Derek Gee (Israel-Premier Tech), et 15 secondes sur le groupe maillot jaune, emmené par Landa. Roglič accélère 500 m plus loin, sans succès. Le duo de tête est rejoint à 1,7 km du but par Ciccone et le maillot vert, puis Jorgenson. Rodríguez et le maillot blanc sont lâchés à 1,5 km de l'arrivée, le groupe maillot jaune est pointé à 23 secondes. A la flamme rouge, le trio de tête possède 5 secondes d'avance sur le groupe maillot blanc et 27 sur le groupe maillot jaune. Evenepoel part seul dans le dernier kilomètre. Vlasov se relève à 300 m du sommet, Roglič lance le sprint à 200 m de la ligne et s'adjuge l'étape avec 3 secondes d'avance sur Ciccone et 11 sur Vlasov. Gee concède 13 secondes, Jorgenson 17, les deux Ineos Grenadiers 22 et Evenepoel 42. Primož Roglič repasse ainsi en tête du classement par points et s'empare du maillot jaune et bleu. Il devance de 19 secondes Evenepoel, qui conserve le maillot blanc. Jorgenson et Gee sont à environ 1 minute du leader, Vlasov à 1 minute 32, Rodríguez à 1 minute 40 et De Plus à 1 minute 53. Le champion d'Espagne Oier Lazkano (Movistar), Callum Scotson (Jayco-AlUla) et Jack Haig (Bahrain-Victorious) complètent le Top 10, à plus de 2 minutes du slovène.
| \| Classement de l'étape \| Classement de l'étape \| Classement de l'étape \| Classement de l'étape \| Classement de l'étape \| \| Coureur \| Coureur \| Pays \| Équipe \| Temps \| \| --------------------- \| --------------------- \| --------------------- \| -------------------------- \| --------------------- \| \| 1er \| Primož Roglič \| Slovénie \| Bora-Hansgrohe \| 4 h 19 min 59 s \| \| 2e \| Giulio Ciccone \| Italie \| Lidl-Trek \| + 3 s \| \| 3e \| Aleksandr Vlasov \| Russie \| Bora-Hansgrohe \| + 11 s \| \| 4e \| Derek Gee \| Canada \| Israel-Premier Tech \| + 13 s \| \| 5e \| Matteo Jorgenson \| États-Unis \| Team Visma \\| Lease a Bike \| + 17 s \| \| 6e \| Laurens De Plus \| Belgique \| Ineos Grenadiers \| + 22 s \| \| 7e \| Carlos Rodríguez \| Espagne \| Ineos Grenadiers \| + 22 s \| \| 8e \| Remco Evenepoel \| Belgique \| Soudal Quick-Step \| + 42 s \| \| 9e \| Jack Haig \| Australie \| Bahrain Victorious \| + 50 s \| \| 10e \| Jai Hindley \| Australie \| Bora-Hansgrohe \| + 53 s \| |                  |            |                            |                 |
| |                  |            |                            |                 |
| Source : ProCyclingStats |                  |            |                            |                 |
| Classement de l'étape |                  |            |                            |                 |
| Coureur | Coureur          | Pays       | Équipe                     | Temps           |
| 1er | Primož Roglič    | Slovénie   | Bora-Hansgrohe             | 4 h 19 min 59 s |
| 2e | Giulio Ciccone   | Italie     | Lidl-Trek                  | + 3 s           |
| 3e | Aleksandr Vlasov | Russie     | Bora-Hansgrohe             | + 11 s          |
| 4e | Derek Gee        | Canada     | Israel-Premier Tech        | + 13 s          |
| 5e | Matteo Jorgenson | États-Unis | Team Visma \| Lease a Bike | + 17 s          |
| 6e | Laurens De Plus  | Belgique   | Ineos Grenadiers           | + 22 s          |
| 7e | Carlos Rodríguez | Espagne    | Ineos Grenadiers           | + 22 s          |
| 8e | Remco Evenepoel  | Belgique   | Soudal Quick-Step          | + 42 s          |
| 9e | Jack Haig        | Australie  | Bahrain Victorious         | + 50 s          |
| 10e | Jai Hindley      | Australie  | Bora-Hansgrohe             | + 53 s          |

| \| Classement général \| Classement général \| Classement général \| Classement général \| Classement général \| \| Coureur \| Coureur \| Pays \| Équipe \| Temps \| \| ------------------ \| ------------------ \| ------------------ \| -------------------------- \| ------------------ \| \| 1er \| Primož Roglič \| Slovénie \| Bora-Hansgrohe \| 16 h 47 min 44 s \| \| 2e \| Remco Evenepoel \| Belgique \| Soudal Quick-Step \| + 19 s \| \| 3e \| Matteo Jorgenson \| États-Unis \| Team Visma \\| Lease a Bike \| + 58 s \| \| 4e \| Derek Gee \| Canada \| Israel-Premier Tech \| + 1 min 01 s \| \| 5e \| Aleksandr Vlasov \| Russie \| Bora-Hansgrohe \| + 1 min 32 s \| \| 6e \| Carlos Rodríguez \| Espagne \| Ineos Grenadiers \| + 1 min 40 s \| \| 7e \| Laurens De Plus \| Belgique \| Ineos Grenadiers \| + 1 min 53 s \| \| 8e \| Oier Lazkano \| Espagne \| Movistar Team \| + 2 min 08 s \| \| 9e \| Callum Scotson \| Australie \| Team Jayco AlUla \| + 2 min 15 s \| \| 10e \| Jack Haig \| Australie \| Bahrain Victorious \| + 2 min 31 s \| |                  |            |                            |                  |
| |                  |            |                            |                  |
| Source : ProCyclingStats |                  |            |                            |                  |
| Classement général |                  |            |                            |                  |
| Coureur | Coureur          | Pays       | Équipe                     | Temps            |
| 1er | Primož Roglič    | Slovénie   | Bora-Hansgrohe             | 16 h 47 min 44 s |
| 2e | Remco Evenepoel  | Belgique   | Soudal Quick-Step          | + 19 s           |
| 3e | Matteo Jorgenson | États-Unis | Team Visma \| Lease a Bike | + 58 s           |
| 4e | Derek Gee        | Canada     | Israel-Premier Tech        | + 1 min 01 s     |
| 5e | Aleksandr Vlasov | Russie     | Bora-Hansgrohe             | + 1 min 32 s     |
| 6e | Carlos Rodríguez | Espagne    | Ineos Grenadiers           | + 1 min 40 s     |
| 7e | Laurens De Plus  | Belgique   | Ineos Grenadiers           | + 1 min 53 s     |
| 8e | Oier Lazkano     | Espagne    | Movistar Team              | + 2 min 08 s     |
| 9e | Callum Scotson   | Australie  | Team Jayco AlUla           | + 2 min 15 s     |
| 10e | Jack Haig        | Australie  | Bahrain Victorious         | + 2 min 31 s     |

### 7eétape
Le début d'étape est en montée, jusqu'au sommet (km 33,3) du col des Saisies (9,4 km à 6,6 %), classé en 1re catégorie. La route descend ensuite une dizaine de kilomètres, avant de remonter légèrement puis de plonger vers Sallanches. Après une quinzaine de kilomètre plats, les coureurs enchaînent de nouvelles ascensions de 1re catégorie : la côte d'Arâches (6,1 km à 7,1 %) et le col de la Ramaz (13,9 km à 7,1 %), dont les sommets sont situés respectivement au km 85,9 et au km 118,1. Le sprint intermédiaire est disputé en bas de la descente (km 135,5), puis le peloton va chercher la montée Hors-catégorie vers Samoëns 1600 (10 km à 9,3 %), en haut de laquelle sera jugée l'arrivée, après 155,3 km de course depuis Albertville, à travers la Savoie et la Haute-Savoie.
Marc Soler (UAE Emirates), Dorian Godon, Nicolas Prodhomme (Decathlon-AG2R La Mondiale), Mads Pedersen (Lidl-Trek), Idar Andersen (Uno-X), le champion de France Valentin Madouas (Groupama-FDJ), Davide Formolo (Movistar), Martijn Tusveld (DSM-Firmenich), le champion des Etats-Unis Sean Quinn (EF Education-EasyPost), Luca Vergallito (Alpecin-Deceuninck) et Hugo Houle (Israel-Premier Tech) s'échappent au km 3, mais sont repris au 6 km plus loin. Tim Wellens (UAE Emirates), Enzo Leijnse (DSM-Firmenich), le maillot à pois Mathis Le Berre (Arkéa-B&B Hotels) et Quinn sortent du peloton au km 13, rejoints 4 km plus tard par Quentin Pacher (Groupama-FDJ) et Pedersen. Wellens va ensuite partir seul, ses compagnons sont rapidement repris par le peloton, le belge subi le même sort au km 19. Soler et Formolo s'échappent ensuite de nouveau, en compagnie de Lorenzo Fortunato (Astana). Le trio est rejoint au pied du col des Saisies par Prodhomme et Darren Rafferty (EF Education-EasyPost). Alors que l'écart avec le peloton est d'une minute, Kevin Geniets (Groupama-FDJ), Warren Barguil (DSM-Firmenich) et le maillot à pois partent en contra-attaque, imités un peu plus loin par Guillaume Martin (Cofidis) et Godon. Le Berre est ensuite décroché et est repris par le duo de chasse. A 5 km du sommet, le groupe de tête possède 50 secondes d'avance sur le duo de poursuite, 1 minute sur le groupe maillot à pois et 2 minutes 25 sur le peloton. Le maillot à pois est à nouveau lâché, tandis que Koen Bouwman (Visma-Lease a Bike) rejoint Martin et Godon. Geniets et Barguil recollent sur la tête de course à 2 km du sommet, le trio est alors pointé à 45 secondes. Le Berre est lui rejoint par Mathijs Paasschens (Lotto-Dstny) et Mark Donovan (Q36.5). Fortunato franchit en tête le sommet, devançant Barguil et Soler. Les trois premiers contre-attaquants rejoignent le groupe de tête dans la descente, le peloton a alors 2 minutes 50 de retard.
Au km 50, les hommes de tête possèdent 45 secondes d'avance sur le groupe maillot à pois et 3 minutes 25 sur le peloton, mené par l'équipe Bora-Hansgrohe. Le Berre lâche prise juste avant la côte d'Arâches, que les échappés abordent avec 15 secondes d'avance sur le duo de chasse. Donovan distance Paasschens dans l'ascension. Fortunato passe en tête au sommet, devant Barguil et Godon, le peloton passe 4 minutes 10 plus tard. Donovan parvient à rentrer sur le groupe de tête au km 92. L'échappée aborde le col de la Ramaz avec 4 minutes 10 d'avance sur le peloton. Donovan, puis Martin lâchent prise dès les premières pentes. Soler attaque à 8 km du sommet. Il possède à 5,6 km du sommet 18 secondes d'avance sur Fortunato, 28 sur Barguil et Rafferty, 4 minutes 46 sur le peloton. Bouwman et Prodhomme rentrent sur Barguil et Rafferty à plus de 3 km du sommet. A 2,5 km du sommet, Soler a 1 minute 05 d'avance sur le groupe de chasse, qui reprend Fortunato et 5 minutes 03 sur le peloton. Soler passe en tête au sommet, 1 minute 43 devant le groupe de poursuite, réglé par Fortunato devant Barguil, et 5 minutes 30 sur le peloton. L'italien prend ainsi la tête du classement de la montagne. Formolo recolle sur le groupe de chasse dans la descente. A 25 km de l'arrivée, l'homme de tête possède 1 minute 41 d'avance sur les poursuivants et 5 minutes 24 sur le peloton. Soler remporte le sprint intermédiaire. Barguil règle le groupe de chasse, devant Bouwman, 1 minute 40 plus tard.
L'échappé aborde la montée finale avec 2 minutes 10 d'avance sur les poursuivants et 4 minutes 05 sur le peloton. Fortunato part seul dès le pied, Bouwman va lui être distancé. A 8 km de l'arrivée, Soler possède 1 minute 58 d'avance sur Fortunato, 2 minute 16 sur le quatuor de chasse et 3 minutes 52 sur le peloton. Sepp Kuss (Visma-Lease a Bike) et Jack Haig (Barhain-Victorious) font partie des premiers coureurs lâchés, tandis que le groupe de chasse explose à plus de 7 km du but. Le maillot blanc Remco Evenepoel (Soudal-Quick Step) est lâché quelques hectomètres plus loin. A 6 km du sommet, Soler possède 1 minute 50 d'avance sur Fortunato, 2 minutes 54 sur le groupe maillot jaune et 3 minutes 18 sur le groupe maillot blanc. Le porteur du maillot vert Giulio Ciccone (Lidl-Trek) accélère alors, mais il est vite repris. Le groupe maillot jaune reprend ensuite un par un les poursuivants. L'homme de tête a 2 minutes 10 d'avance sur le groupe maillot jaune et 3 minutes 05 sur le groupe maillot blanc, à 5 km de la ligne.
Santiago Buitrago (Barhain-Victorious) attaque à 4,1 km de l'arrivée, sans succès. Dans la roue d'Aleksandr Vlasov et du maillot jaune Primož Roglič (Bora-Hansgrohe), on ne retrouve plus que Buitrago, Mikel Landa (Soudal-Quick Step), Derek Gee (Israel-Premier Tech), Matteo Jorgenson (Visma-Lease a Bike), Laurens De Plus, Carlos Rodríguez (Ineos Grenadiers), Ciccone, le champion d'Espagne Oier Lazkano et Javier Romo (Movistar). Le retard du maillot blanc se stabilise autour d'une minute. Soler est repris à 2,1 km du sommet, Evenepoel est pointé à 1 minute 25. Romo et Landa sont décrochés à 1,4 km de la ligne. Buitrago accélère à 600 m de l'arrivée, sans succès. Lazkano démarre à son tour à moins de 400 m du sommet, pris en chasse par Jorgenson, avec Ciccone, Roglič et Gee dans la roue. Le maillot jaune lance le sprint et fait la différence dans les 200 derniers mètres et lève les bras, juste devant Jorgenson et avec 2 secondes d'avance sur le maillot vert, Lazkano et Gee. Rodríguez termine à 8 secondes du vainqueur, Buitrago, De Plus et Vlasov à 14 secondes, le duo espagnol à 33 secondes. Le maillot blanc concède 1 minute 46, Callum Scotson (Jayco-AlUla) 2 minutes 23 et Haig 8 minutes 15. Sa victoire permet à Primož Roglič de s'emparer du maillot à pois et de conforter sa position en tête du classement général et du classement par points. Jorgenson grimpe à la 2e place du classement général et devient le meilleur jeune de la course, à 1 minute 02 du leader, tandis que Gee complète le podium, à 1 minute 13. Evenepoel chute au 6e rang à 2 minutes 15. Vlasov et Rodríguez en profitent pour gagner une place et compléter ainsi le Top 5, à près de 2 minutes du maillot jaune. De Plus et le champion d'Espagne suivent de près Evenepoel, tandis que Ciccone et Landa font leur entrée dans le Top 10, à respectivement 2 minutes 54 et 3 minutes 51 de Roglič.
| \| Classement de l'étape \| Classement de l'étape \| Classement de l'étape \| Classement de l'étape \| Classement de l'étape \| \| Coureur \| Coureur \| Pays \| Équipe \| Temps \| \| --------------------- \| --------------------- \| --------------------- \| -------------------------- \| --------------------- \| \| 1er \| Primož Roglič \| Slovénie \| Bora-Hansgrohe \| 4 h 29 min 16 s \| \| 2e \| Matteo Jorgenson \| États-Unis \| Team Visma \\| Lease a Bike \| + 0 s \| \| 3e \| Giulio Ciccone \| Italie \| Lidl-Trek \| + 2 s \| \| 4e \| Oier Lazkano \| Espagne \| Movistar Team \| + 2 s \| \| 5e \| Derek Gee \| Canada \| Israel-Premier Tech \| + 2 s \| \| 6e \| Carlos Rodríguez \| Espagne \| Ineos Grenadiers \| + 8 s \| \| 7e \| Santiago Buitrago \| Colombie \| Bahrain Victorious \| + 14 s \| \| 8e \| Laurens De Plus \| Belgique \| Ineos Grenadiers \| + 14 s \| \| 9e \| Aleksandr Vlasov \| Russie \| Bora-Hansgrohe \| + 14 s \| \| 10e \| Mikel Landa \| Espagne \| Soudal Quick-Step \| + 33 s \| |                   |            |                            |                 |
| |                   |            |                            |                 |
| Source : ProCyclingStats |                   |            |                            |                 |
| Classement de l'étape |                   |            |                            |                 |
| Coureur | Coureur           | Pays       | Équipe                     | Temps           |
| 1er | Primož Roglič     | Slovénie   | Bora-Hansgrohe             | 4 h 29 min 16 s |
| 2e | Matteo Jorgenson  | États-Unis | Team Visma \| Lease a Bike | + 0 s           |
| 3e | Giulio Ciccone    | Italie     | Lidl-Trek                  | + 2 s           |
| 4e | Oier Lazkano      | Espagne    | Movistar Team              | + 2 s           |
| 5e | Derek Gee         | Canada     | Israel-Premier Tech        | + 2 s           |
| 6e | Carlos Rodríguez  | Espagne    | Ineos Grenadiers           | + 8 s           |
| 7e | Santiago Buitrago | Colombie   | Bahrain Victorious         | + 14 s          |
| 8e | Laurens De Plus   | Belgique   | Ineos Grenadiers           | + 14 s          |
| 9e | Aleksandr Vlasov  | Russie     | Bora-Hansgrohe             | + 14 s          |
| 10e | Mikel Landa       | Espagne    | Soudal Quick-Step          | + 33 s          |

| \| Classement général \| Classement général \| Classement général \| Classement général \| Classement général \| \| Coureur \| Coureur \| Pays \| Équipe \| Temps \| \| ------------------ \| ------------------ \| ------------------ \| -------------------------- \| ------------------ \| \| 1er \| Primož Roglič \| Slovénie \| Bora-Hansgrohe \| 21 h 16 min 50 s \| \| 2e \| Matteo Jorgenson \| États-Unis \| Team Visma \\| Lease a Bike \| + 1 min 02 s \| \| 3e \| Derek Gee \| Canada \| Israel-Premier Tech \| + 1 min 13 s \| \| 4e \| Aleksandr Vlasov \| Russie \| Bora-Hansgrohe \| + 1 min 56 s \| \| 5e \| Carlos Rodríguez \| Espagne \| Ineos Grenadiers \| + 1 min 58 s \| \| 6e \| Remco Evenepoel \| Belgique \| Soudal Quick-Step \| + 2 min 15 s \| \| 7e \| Laurens De Plus \| Belgique \| Ineos Grenadiers \| + 2 min 17 s \| \| 8e \| Oier Lazkano \| Espagne \| Movistar Team \| + 2 min 20 s \| \| 9e \| Giulio Ciccone \| Italie \| Lidl-Trek \| + 2 min 54 s \| \| 10e \| Mikel Landa \| Espagne \| Soudal Quick-Step \| + 3 min 51 s \| |                  |            |                            |                  |
| |                  |            |                            |                  |
| Source : ProCyclingStats |                  |            |                            |                  |
| Classement général |                  |            |                            |                  |
| Coureur | Coureur          | Pays       | Équipe                     | Temps            |
| 1er | Primož Roglič    | Slovénie   | Bora-Hansgrohe             | 21 h 16 min 50 s |
| 2e | Matteo Jorgenson | États-Unis | Team Visma \| Lease a Bike | + 1 min 02 s     |
| 3e | Derek Gee        | Canada     | Israel-Premier Tech        | + 1 min 13 s     |
| 4e | Aleksandr Vlasov | Russie     | Bora-Hansgrohe             | + 1 min 56 s     |
| 5e | Carlos Rodríguez | Espagne    | Ineos Grenadiers           | + 1 min 58 s     |
| 6e | Remco Evenepoel  | Belgique   | Soudal Quick-Step          | + 2 min 15 s     |
| 7e | Laurens De Plus  | Belgique   | Ineos Grenadiers           | + 2 min 17 s     |
| 8e | Oier Lazkano     | Espagne    | Movistar Team              | + 2 min 20 s     |
| 9e | Giulio Ciccone   | Italie     | Lidl-Trek                  | + 2 min 54 s     |
| 10e | Mikel Landa      | Espagne    | Soudal Quick-Step          | + 3 min 51 s     |

### 8eétape
Les coureurs enchaînent dès le début de l'étape le col de la Forclaz-de-Montmin (7,1 km à 7,3 %), classé en 1re catégorie et dont le sommet est situé au km 14.2, le col des Esserieux (4,2 km à 5,4 %), classé en 3e catégorie et dont le sommet est au km 32.1, une bosse non-répertoriée et l'ascension vers le sprint intermédiaire (km 52,7). S'ensuivra une longue descente, une vingtaine de kilomètres de plat et la montée du Salève (12,1 km à 6,8 %), classée en 1re catégorie. La route remonte juste après le sommet (km 103,1), avant d'emprunter une longue descente et une nouvelle bosse non-répertoriée. Le peloton escalade ensuite le col des Glières (9,4 km à 7,1 %), classé en 1re catégorie, pour arriver au plateau éponyme après 160,6 km de course depuis Thônes, à travers la Haute-Savoie.
Après plusieurs tentatives infructeuses, Bart Lemmen (Visma-Lease a Bike), Nils Politt, Marc Soler (UAE Emirates), Nicolas Prodhomme (Decathlon-AG2R La Mondiale), Quentin Pacher (Groupama-FDJ), Omar Fraile, Joshua Tarling (Ineos Grenadiers), le champion des Etats-Unis Sean Quinn (EF Education-EasyPost) et Georg Zimmermann (Intermarché-Wanty) s'échappent dès les premières pentes du col de la Forclaz-de-Montmin, mais sont repris à 2 km du sommet. Lemmen, Soler, Prodhomme, Fraile et Quinn ressortent ensuite en compagnie du porteur du maillot à pois Lorenzo Fortunato (Astana). Bruno Armirail (Decathlon-AG2R La Mondiale), David Gaudu (Groupama-FDJ) et Guillaume Martin (Cofidis) partent en contre-attaque et à 1 km du sommet, le groupe de tête possède 15 secondes d'avance sur le trio et 30 secondes sur le peloton. Fraile est distancé de la tête et est repris par les poursuivants, rejoints Tim Wellens (UAE Emirates) et Eduardo Sepulveda (Lotto-Dstny). Fortunato passe en tête au sommet, en devançant Soler et Prodhomme, et prend ainsi la tête du classement de la montagne. Le groupe de chasse passe avec 15 secondes de retard, le peloton avec 50 secondes. Le groupe de chasse rentre sur l'échappée au km 25.
Fortunato devance Wellens au col des Esserieux, le peloton, mené par la formation Bora-Hansgrohe, accuse un retard de 2 minutes 10. L'écart grimpe à 3 minutes 10 sur la ligne du sprint intermédiaire, remporté par Gaudu devant Sepulveda et Prodhomme. L'avance des hommes de tête continue d'augmenter, ils abordent l'ascension du Salève avec 4 minutes de marge. L'équipe Ineos Grenadiers prend les commandes du peloton dès les premières pentes et va réduire l'écart avec l'échappée, tout en réduisant le peloton à une quarantaine d'éléments. Devant, le maillot à pois, puis Prodhomme lâchent prise. A 2,5 km du sommet, les échappés possèdent 1 minute 13 d'avance sur Prodhomme, 1 minute 34 sur Fortunato et 2 minutes 24 sur le groupe maillot jaune. Soler franchit en tête le sommet, devançant Gaudu et Sepuvelda, le peloton passe avec 2 minutes 05 de retard. Le retard du groupe maillot jaune va ensuite se stabiliser sous les 2 minutes, il n'est plus que de 1 minute 45 à 40 km de l'arrivée. Les Ineos Grenadiers relâchent leur effort en bas de la descente, les Bora-Hansgrohe reprennent la tête du peloton à 35 km du but, avec 2 minutes 15 de retard. Les Lidl-Trek viennent participer à la poursuite dans les 30 derniers kilomètres, avant de l'assumer seuls. L'avance du groupe de tête chute à 1 minute 33 à 20 km de l'arrivée. L'écart passe sous la minute à 13 km de la ligne.
Les fuyards abordent la montée finale avec 30 secondes d'avance. Tiesj Benoot (Visma-Lease a Bike) prend les commandes du groupe maillot jaune dès le pied. Devant, alors que Wellens s'est relevé, l'échappée explose à 9 km de l'arrivée sur une attaque du champion des Etats-Unis, seulement suivi par Martin. Avec une vingtaine de retard sur le duo de tête, les Bora-Hansgrohe reprennent la tête du groupe maillot jaune, qui reprend petit à petit les différents lâchés de l'échappée. Le porteur du maillot vert Giulio Ciccone (Lidl-Trek) attaque à 8,2 km du sommet et rejoint le duo de tête à 7,7 km du but, Quinn lâche prise. Le groupe maillot jaune est pointé à 16 secondes. Martin est distancé 500 m plus loin. Alors que le maillot vert a encore 19 secondes d'avance, Laurens De Plus (Ineos Grenadiers) accélère à 6,1 km de l'arrivée, plusieurs coureurs sont distancés du groupe maillot jaune, dont le champion d'Espagne Oier Lazkano (Movistar), puis le champion de Belgique Remco Evenepoel (Soudal-Quick Step). Ciccone est repris à 5,5 km de la ligne, Aleksandr Vlasov (Bora-Hansgrohe) est lui lâché.
Carlos Rodríguez (Ineos Grenadiers) attaque 200 plus loin, rapidement rejoint par le maillot blanc Matteo Jorgenson (Visma-Lease a Bike) et De Plus, puis par Derek Gee (Israel-Premier Tech) et Santiago Buitrago (Bahrain-Victorious). De Plus et Buitrago sont distancés à 4,5 km du sommet. Le trio de tête a 12 secondes d'avance sur le maillot jaune Primož Roglič (Bora-Hansgrohe) et Ciccone à 4 km de l'arrivée. Un kilomètre plus loin, le groupe de tête possède 10 secondes d'avance sur le duo de chasse, 21 sur le groupe maillot jaune et 29 sur Evenepoel, Vlasov et Lazkano. Alors que le duo de chasse est pointé à 22 secondes, le groupe maillot jaune à 32 et le champion de Belgique et Vlasov à 47, Gee est décroché à 1,5 km du sommet. Rodríguez remporte l'étape sans contestation du maillot blanc, avec 15 secondes d'avance sur Gee, 35 sur De Plus et Buitrago, 48 sur Roglič et le maillot vert, 58 sur Evenepoel et Vlasov. Primož Roglič sauve ainsi sa position en tête du classement général et du classement par points, avec seulement 8 secondes d'avance sur Matteo Jorgenson, qui termine meilleur jeune de la course. Derek Gee complète le podium, à 36 secondes. Vlasov et Evenepoel reculent aux 6e et 7e rangs, au profit duo d'Ineos Grenadiers qui se place dans le Top 5. Dans le reste du Top 10, Ciccone passe devant le champion d'Espagne.
| \| Classement de l'étape \| Classement de l'étape \| Classement de l'étape \| Classement de l'étape \| Classement de l'étape \| \| Coureur \| Coureur \| Pays \| Équipe \| Temps \| \| --------------------- \| --------------------- \| --------------------- \| -------------------------- \| --------------------- \| \| 1er \| Carlos Rodríguez \| Espagne \| Ineos Grenadiers \| 4 h 18 min 02 s \| \| 2e \| Matteo Jorgenson \| États-Unis \| Team Visma \\| Lease a Bike \| + 0 s \| \| 3e \| Derek Gee \| Canada \| Israel-Premier Tech \| + 15 s \| \| 4e \| Laurens De Plus \| Belgique \| Ineos Grenadiers \| + 35 s \| \| 5e \| Santiago Buitrago \| Colombie \| Bahrain Victorious \| + 35 s \| \| 6e \| Primož Roglič \| Slovénie \| Bora-Hansgrohe \| + 48 s \| \| 7e \| Giulio Ciccone \| Italie \| Lidl-Trek \| + 48 s \| \| 8e \| Remco Evenepoel \| Belgique \| Soudal Quick-Step \| + 58 s \| \| 9e \| Aleksandr Vlasov \| Russie \| Bora-Hansgrohe \| + 58 s \| \| 10e \| Mikel Landa \| Espagne \| Soudal Quick-Step \| + 1 min 10 s \| |                   |            |                            |                 |
| |                   |            |                            |                 |
| Source : ProCyclingStats |                   |            |                            |                 |
| Classement de l'étape |                   |            |                            |                 |
| Coureur | Coureur           | Pays       | Équipe                     | Temps           |
| 1er | Carlos Rodríguez  | Espagne    | Ineos Grenadiers           | 4 h 18 min 02 s |
| 2e | Matteo Jorgenson  | États-Unis | Team Visma \| Lease a Bike | + 0 s           |
| 3e | Derek Gee         | Canada     | Israel-Premier Tech        | + 15 s          |
| 4e | Laurens De Plus   | Belgique   | Ineos Grenadiers           | + 35 s          |
| 5e | Santiago Buitrago | Colombie   | Bahrain Victorious         | + 35 s          |
| 6e | Primož Roglič     | Slovénie   | Bora-Hansgrohe             | + 48 s          |
| 7e | Giulio Ciccone    | Italie     | Lidl-Trek                  | + 48 s          |
| 8e | Remco Evenepoel   | Belgique   | Soudal Quick-Step          | + 58 s          |
| 9e | Aleksandr Vlasov  | Russie     | Bora-Hansgrohe             | + 58 s          |
| 10e | Mikel Landa       | Espagne    | Soudal Quick-Step          | + 1 min 10 s    |

## Classements

### Classement général
| \| Classement général \| Classement général \| Classement général \| Classement général \| Classement général \| \| Coureur \| Coureur \| Pays \| Équipe \| Temps \| \| ------------------ \| ------------------ \| ------------------ \| -------------------------- \| ------------------ \| \| 1er \| Primož Roglič \| Slovénie \| Bora-Hansgrohe \| 25 h 35 min 40 s \| \| 2e \| Matteo Jorgenson \| États-Unis \| Team Visma \\| Lease a Bike \| + 8 s \| \| 3e \| Derek Gee \| Canada \| Israel-Premier Tech \| + 36 s \| \| 4e \| Carlos Rodríguez \| Espagne \| Ineos Grenadiers \| + 1 min 00 s \| \| 5e \| Laurens De Plus \| Belgique \| Ineos Grenadiers \| + 2 min 04 s \| \| 6e \| Aleksandr Vlasov \| Russie \| Bora-Hansgrohe \| + 2 min 06 s \| \| 7e \| Remco Evenepoel \| Belgique \| Soudal Quick-Step \| + 2 min 25 s \| \| 8e \| Giulio Ciccone \| Italie \| Lidl-Trek \| + 2 min 54 s \| \| 9e \| Oier Lazkano \| Espagne \| Movistar Team \| + 2 min 54 s \| \| 10e \| Mikel Landa \| Espagne \| Soudal Quick-Step \| + 4 min 13 s \| |                  |            |                            |                  |
| |                  |            |                            |                  |
| Sources : ProCyclingStats Cycling Quotient |                  |            |                            |                  |
| Classement général |                  |            |                            |                  |
| Coureur | Coureur          | Pays       | Équipe                     | Temps            |
| 1er | Primož Roglič    | Slovénie   | Bora-Hansgrohe             | 25 h 35 min 40 s |
| 2e | Matteo Jorgenson | États-Unis | Team Visma \| Lease a Bike | + 8 s            |
| 3e | Derek Gee        | Canada     | Israel-Premier Tech        | + 36 s           |
| 4e | Carlos Rodríguez | Espagne    | Ineos Grenadiers           | + 1 min 00 s     |
| 5e | Laurens De Plus  | Belgique   | Ineos Grenadiers           | + 2 min 04 s     |
| 6e | Aleksandr Vlasov | Russie     | Bora-Hansgrohe             | + 2 min 06 s     |
| 7e | Remco Evenepoel  | Belgique   | Soudal Quick-Step          | + 2 min 25 s     |
| 8e | Giulio Ciccone   | Italie     | Lidl-Trek                  | + 2 min 54 s     |
| 9e | Oier Lazkano     | Espagne    | Movistar Team              | + 2 min 54 s     |
| 10e | Mikel Landa      | Espagne    | Soudal Quick-Step          | + 4 min 13 s     |

| Classement par points | Classement par points | Classement par points | Classement par points      | Classement par points |
| Coureur               | Coureur               | Pays                  | Équipe                     | Points                |
| --------------------- | --------------------- | --------------------- | -------------------------- | --------------------- |
| 1er                   | Primož Roglič         | Slovénie              | Bora-Hansgrohe             | 73 pts                |
| 2e                    | Matteo Jorgenson      | États-Unis            | Team Visma \| Lease a Bike | 66 pts                |
| 3e                    | Giulio Ciccone        | Italie                | Lidl-Trek                  | 62 pts                |
| 4e                    | Derek Gee             | Canada                | Israel-Premier Tech        | 54 pts                |
| 5e                    | Magnus Cort Nielsen   | Danemark              | Uno-X Mobility             | 41 pts                |
| 6e                    | Romain Grégoire       | France                | Groupama-FDJ               | 34 pts                |
| 7e                    | Oier Lazkano          | Espagne               | Movistar Team              | 30 pts                |
| 8e                    | Aleksandr Vlasov      | Russie                | Bora-Hansgrohe             | 26 pts                |
| 9e                    | Mads Pedersen         | Danemark              | Lidl-Trek                  | 25 pts                |
| 10e                   | Carlos Rodríguez      | Espagne               | Ineos Grenadiers           | 24 pts                |

| Classement par points | Classement par points | Classement par points | Classement par points      | Classement par points |
| Coureur               | Coureur               | Pays                  | Équipe                     | Points                |
| --------------------- | --------------------- | --------------------- | -------------------------- | --------------------- |
| 1er                   | Primož Roglič         | Slovénie              | Bora-Hansgrohe             | 73 pts                |
| 2e                    | Matteo Jorgenson      | États-Unis            | Team Visma \| Lease a Bike | 66 pts                |
| 3e                    | Giulio Ciccone        | Italie                | Lidl-Trek                  | 62 pts                |
| 4e                    | Derek Gee             | Canada                | Israel-Premier Tech        | 54 pts                |
| 5e                    | Magnus Cort Nielsen   | Danemark              | Uno-X Mobility             | 41 pts                |
| 6e                    | Romain Grégoire       | France                | Groupama-FDJ               | 34 pts                |
| 7e                    | Oier Lazkano          | Espagne               | Movistar Team              | 30 pts                |
| 8e                    | Aleksandr Vlasov      | Russie                | Bora-Hansgrohe             | 26 pts                |
| 9e                    | Mads Pedersen         | Danemark              | Lidl-Trek                  | 25 pts                |
| 10e                   | Carlos Rodríguez      | Espagne               | Ineos Grenadiers           | 24 pts                |

| Classement de la montagne | Classement de la montagne | Classement de la montagne | Classement de la montagne  | Classement de la montagne |
| Coureur                   | Coureur                   | Pays                      | Équipe                     | Points                    |
| ------------------------- | ------------------------- | ------------------------- | -------------------------- | ------------------------- |
| 1er                       | Lorenzo Fortunato         | Italie                    | Astana Qazaqstan Team      | 40 pts                    |
| 2e                        | Marc Soler                | Espagne                   | UAE Team Emirates          | 38 pts                    |
| 3e                        | Primož Roglič             | Slovénie                  | Bora-Hansgrohe             | 31 pts                    |
| 4e                        | Matteo Jorgenson          | États-Unis                | Team Visma \| Lease a Bike | 26 pts                    |
| 5e                        | Mathis Le Berre           | France                    | Arkéa-B&B Hotels           | 24 pts                    |
| 6e                        | Derek Gee                 | Canada                    | Israel-Premier Tech        | 22 pts                    |
| 7e                        | Giulio Ciccone            | Italie                    | Lidl-Trek                  | 22 pts                    |
| 8e                        | Warren Barguil            | France                    | Team dsm-firmenich PostNL  | 22 pts                    |
| 9e                        | Carlos Rodríguez          | Espagne                   | Ineos Grenadiers           | 19 pts                    |
| 10e                       | Aleksandr Vlasov          | Russie                    | Bora-Hansgrohe             | 13 pts                    |

| Classement de la montagne | Classement de la montagne | Classement de la montagne | Classement de la montagne  | Classement de la montagne |
| Coureur                   | Coureur                   | Pays                      | Équipe                     | Points                    |
| ------------------------- | ------------------------- | ------------------------- | -------------------------- | ------------------------- |
| 1er                       | Lorenzo Fortunato         | Italie                    | Astana Qazaqstan Team      | 40 pts                    |
| 2e                        | Marc Soler                | Espagne                   | UAE Team Emirates          | 38 pts                    |
| 3e                        | Primož Roglič             | Slovénie                  | Bora-Hansgrohe             | 31 pts                    |
| 4e                        | Matteo Jorgenson          | États-Unis                | Team Visma \| Lease a Bike | 26 pts                    |
| 5e                        | Mathis Le Berre           | France                    | Arkéa-B&B Hotels           | 24 pts                    |
| 6e                        | Derek Gee                 | Canada                    | Israel-Premier Tech        | 22 pts                    |
| 7e                        | Giulio Ciccone            | Italie                    | Lidl-Trek                  | 22 pts                    |
| 8e                        | Warren Barguil            | France                    | Team dsm-firmenich PostNL  | 22 pts                    |
| 9e                        | Carlos Rodríguez          | Espagne                   | Ineos Grenadiers           | 19 pts                    |
| 10e                       | Aleksandr Vlasov          | Russie                    | Bora-Hansgrohe             | 13 pts                    |

| Classement du meilleur jeune | Classement du meilleur jeune | Classement du meilleur jeune | Classement du meilleur jeune | Classement du meilleur jeune |
| Coureur                      | Coureur                      | Pays                         | Équipe                       | Temps                        |
| ---------------------------- | ---------------------------- | ---------------------------- | ---------------------------- | ---------------------------- |
| 1er                          | Matteo Jorgenson             | États-Unis                   | Team Visma \| Lease a Bike   | 25 h 35 min 48 s             |
| 2e                           | Carlos Rodríguez             | Espagne                      | Ineos Grenadiers             | + 52 s                       |
| 3e                           | Remco Evenepoel              | Belgique                     | Soudal Quick-Step            | + 2 min 17 s                 |
| 4e                           | Oier Lazkano                 | Espagne                      | Movistar Team                | + 2 min 46 s                 |
| 5e                           | Santiago Buitrago            | Colombie                     | Bahrain Victorious           | + 4 min 20 s                 |
| 6e                           | Javier Romo                  | Espagne                      | Movistar Team                | + 5 min 45 s                 |
| 7e                           | Romain Grégoire              | France                       | Groupama-FDJ                 | + 28 min 35 s                |
| 8e                           | Darren Rafferty              | Irlande                      | EF Education-EasyPost        | + 34 min 39 s                |
| 9e                           | Alessandro Fancellu          | Italie                       | Q36.5 Pro Cycling Team       | + 42 min 54 s                |
| 10e                          | Igor Arrieta                 | Espagne                      | UAE Team Emirates            | + 45 min 07 s                |

| Classement du meilleur jeune | Classement du meilleur jeune | Classement du meilleur jeune | Classement du meilleur jeune | Classement du meilleur jeune |
| Coureur                      | Coureur                      | Pays                         | Équipe                       | Temps                        |
| ---------------------------- | ---------------------------- | ---------------------------- | ---------------------------- | ---------------------------- |
| 1er                          | Matteo Jorgenson             | États-Unis                   | Team Visma \| Lease a Bike   | 25 h 35 min 48 s             |
| 2e                           | Carlos Rodríguez             | Espagne                      | Ineos Grenadiers             | + 52 s                       |
| 3e                           | Remco Evenepoel              | Belgique                     | Soudal Quick-Step            | + 2 min 17 s                 |
| 4e                           | Oier Lazkano                 | Espagne                      | Movistar Team                | + 2 min 46 s                 |
| 5e                           | Santiago Buitrago            | Colombie                     | Bahrain Victorious           | + 4 min 20 s                 |
| 6e                           | Javier Romo                  | Espagne                      | Movistar Team                | + 5 min 45 s                 |
| 7e                           | Romain Grégoire              | France                       | Groupama-FDJ                 | + 28 min 35 s                |
| 8e                           | Darren Rafferty              | Irlande                      | EF Education-EasyPost        | + 34 min 39 s                |
| 9e                           | Alessandro Fancellu          | Italie                       | Q36.5 Pro Cycling Team       | + 42 min 54 s                |
| 10e                          | Igor Arrieta                 | Espagne                      | UAE Team Emirates            | + 45 min 07 s                |

| Classement par équipes | Classement par équipes     | Classement par équipes | Classement par équipes |
| Équipe                 | Équipe                     | Pays                   | Temps                  |
| ---------------------- | -------------------------- | ---------------------- | ---------------------- |
| 1re                    | Bora-Hansgrohe             | Allemagne              | 77 h 05 min 45 s       |
| 2e                     | Ineos Grenadiers           | Royaume-Uni            | + 7 min 01 s           |
| 3e                     | Israel-Premier Tech        | Israël                 | + 19 min 04 s          |
| 4e                     | Movistar Team              | Espagne                | + 24 min 40 s          |
| 5e                     | Team dsm-firmenich PostNL  | Pays-Bas               | + 33 min 48 s          |
| 6e                     | UAE Team Emirates          | Émirats arabes unis    | + 40 min 46 s          |
| 7e                     | Groupama-FDJ               | France                 | + 50 min 00 s          |
| 8e                     | Soudal Quick-Step          | Belgique               | + 53 min 59 s          |
| 9e                     | Bahrain Victorious         | Bahreïn                | + 1 h 08 min 28 s      |
| 10e                    | Decathlon-AG2R La Mondiale | France                 | + 1 h 19 min 07 s      |

| Classement par équipes | Classement par équipes     | Classement par équipes | Classement par équipes |
| Équipe                 | Équipe                     | Pays                   | Temps                  |
| ---------------------- | -------------------------- | ---------------------- | ---------------------- |
| 1re                    | Bora-Hansgrohe             | Allemagne              | 77 h 05 min 45 s       |
| 2e                     | Ineos Grenadiers           | Royaume-Uni            | + 7 min 01 s           |
| 3e                     | Israel-Premier Tech        | Israël                 | + 19 min 04 s          |
| 4e                     | Movistar Team              | Espagne                | + 24 min 40 s          |
| 5e                     | Team dsm-firmenich PostNL  | Pays-Bas               | + 33 min 48 s          |
| 6e                     | UAE Team Emirates          | Émirats arabes unis    | + 40 min 46 s          |
| 7e                     | Groupama-FDJ               | France                 | + 50 min 00 s          |
| 8e                     | Soudal Quick-Step          | Belgique               | + 53 min 59 s          |
| 9e                     | Bahrain Victorious         | Bahreïn                | + 1 h 08 min 28 s      |
| 10e                    | Decathlon-AG2R La Mondiale | France                 | + 1 h 19 min 07 s      |

## Classements UCI
La course attribue des points au Classement mondial UCI 2024 selon le barème suivant :
| Position           | 1er | 2e  | 3e  | 4e  | 5e  | 6e  | 7e  | 8e  | 9e  | 10e | 11e | 12e | 13e | 14e | 15e | 16e à 20e | 21e à 30e | 31e à 50e | 51e à 55e | 56e à 60e |
| Classement général | 500 | 400 | 325 | 275 | 225 | 175 | 150 | 125 | 100 | 80  | 70  | 60  | 50  | 40  | 35  | 30        | 20        | 10        | 5         | 3         |
| Par étapes         | 60  | 40  | 30  | 25  | 20  | 15  | 10  | 8   | 5   | 2   |     |     |     |     |     |           |           |           |           |           |
| Leader             | 10  |     |     |     |     |     |     |     |     |     |     |     |     |     |     |           |           |           |           |           |

## Évolution des classements
Le classement général, dont le leader porte le maillot jaune et bleu, s'établit en additionnant les temps réalisés à chaque étape, puis en ôtant d'éventuelles bonifications (10, 6 et 4 s à l'arrivée des étapes en ligne et 3, 2 et 1 s à chaque sprint intermédiaire). En cas d'égalité, les critères de départage, dans l'ordre, sont : centièmes de seconde enregistrés lors du contre-la-montre, addition des places obtenues lors de chaque étape, place obtenue lors de la dernière étape.
Le classement par points, dont le leader porte le maillot vert, est l'addition des points attribués à l'arrivée des étapes (25, 22, 20, 18, 16, 14, 12, 10, 8 et 6 pts, lors des 1re, 2e, 3e et 5e étapes ; 15, 12, 10, 8 et 6 points, puis en ôtant 1 pt par place perdue jusqu'au 10e, qui reçoit donc 1 pt, lors des autres étapes) et aux sprints intermédiaires (10, 6 et 4 points). En cas d'égalité de points, les critères de départage, dans l'ordre, sont : nombre de victoires d'étape, de sprints intermédiaires, classement général.
Le classement du meilleur grimpeur, dont le leader porte le maillot bleu à pois blanc, consiste en l'addition des points obtenus au sommet des ascensions Hors-catégorie (15, 12, 10, 8, 6, 5, 4, 3, 2 et 1 pts) et de 1re (10, 8, 6, 4, 2 et 1 pts), 2e (5, 3, 2 et 1 pts), 3e (2 et 1 pts) et de 4e (1 pt) catégorie. En cas d'égalité de points, les critères de départage, dans l'ordre, sont : nombre de premières places dans les ascensions Hors-catégorie, puis de 1re, de 2e, de 3e, enfin de 4e catégorie, classement général.
Le classement du meilleur jeune, dont le leader porte le maillot blanc, est le classement général des coureurs nés depuis le 1er janvier 1999.
Le classement par équipes de l'étape est l'addition des trois meilleurs temps individuels de chaque équipe. En cas d'égalité, les critères de départage, dans l'ordre, sont : addition des places des trois premiers coureurs des équipes concernées, place du meilleur coureur sur l'étape. Calculer le classement par équipes revient à additionner les classements par équipes de chaque étape. En cas d'égalité, les critères de départage, dans l'ordre, sont : nombre de premières places dans le classement par équipes du jour, nombre de deuxièmes places dans le classement par équipes du jour, etc., place au classement général du meilleur coureur des équipes concernées.
Un prix de la combativité est attribué à chaque étape en ligne par un jury, pour récompenser « le coureur le plus généreux dans l’effort et manifestant le meilleur esprit sportif ». Le coureur ainsi récompensé porte un dossard doré lors de l'étape suivante. Pour l'étape 5, Le final de l'étape étant neutralisé, le prix de la combativité est attribué aux deux coureurs encore échappés au moment de la neutralisation
| Étape              |                             | Vainqueur _         | Classement général  | Classement par points | Meilleur grimpeur | Meilleur jeune   | Super-combatif               | Meilleure équipe |
| ------------------ | --------------------------- | ------------------- | ------------------- | --------------------- | ----------------- | ---------------- | ---------------------------- | ---------------- |
| 1re étape          | étape vallonnée             | Mads Pedersen       | Mads Pedersen       | Mads Pedersen         | Mark Donovan      | Hugo Page        | Mark Donovan                 | Arkéa-B&B Hotels |
| 2e étape           | étape de montagne           | Magnus Cort Nielsen | Magnus Cort Nielsen | Magnus Cort Nielsen   | Mathis Le Berre   | Matteo Jorgenson | Bruno Armirail               | Movistar Team    |
| 3e étape           | étape de moyenne montagne   | Derek Gee           | Derek Gee           | Giulio Ciccone        | Mathis Le Berre   | Romain Grégoire  | Nicolas Prodhomme            | Movistar Team    |
| 4e étape           | contre-la-montre individuel | Remco Evenepoel     | Remco Evenepoel     | Primož Roglič         | Mathis Le Berre   | Remco Evenepoel  | non attribué                 | Bora-Hansgrohe   |
| 5e étape           | étape vallonnée             | étape neutralisée   | Remco Evenepoel     | Primož Roglič         | Mathis Le Berre   | Remco Evenepoel  | Mathis Le Berre Tobias Bayer | Bora-Hansgrohe   |
| 6e étape           | étape de montagne           | Primož Roglič       | Primož Roglič       | Primož Roglič         | Mathis Le Berre   | Remco Evenepoel  | Romain Grégoire              | Bora-Hansgrohe   |
| 7e étape           | étape de montagne           | Primož Roglič       | Primož Roglič       | Primož Roglič         | Primož Roglič     | Matteo Jorgenson | Marc Soler                   | Bora-Hansgrohe   |
| 8e étape           | étape de montagne           | Carlos Rodríguez    | Primož Roglič       | Primož Roglič         | Lorenzo Fortunato | Matteo Jorgenson | Guillaume Martin             | Bora-Hansgrohe   |
| Classements finals | Classements finals          |                     | Primož Roglič       | Primož Roglič         | Lorenzo Fortunato | Matteo Jorgenson | non attribué                 | Bora-Hansgrohe   |

## Liste des participants
| Légende                             | Légende                                                                                                  | Légende                                | Légende                                                                                                  |
| ----------------------------------- | --- | -------------------------------------- | --- |
| Num                                 | Dossard de départ porté par le coureur sur ce Critérium du Dauphiné                                      | Pos                                    | Position finale au classement général                                                                    |
| Leader du classement général        | Indique le vainqueur du classement général                                                               | Leader du classement par points        | Indique le vainqueur du classement par points                                                            |
| Leader du classement de la montagne | Indique le vainqueur du classement de la montagne                                                        | Leader du classement du meilleur jeune | Indique le vainqueur du classement du meilleur jeune                                                     |
|                                     | Indique un maillot de champion national ou mondial, suivi de sa spécialité                               | #                                      | Indique la meilleure équipe                                                                              |
| NP                                  | Indique un coureur qui n'a pas pris le départ d'une étape, suivi du numéro de l'étape où il s'est retiré | AB                                     | Indique un coureur qui n'a pas terminé une étape, suivi du numéro de l'étape où il s'est retiré          |
| HD                                  | Indique un coureur qui a terminé une étape hors des délais, suivi du numéro de l'étape                   | *                                      | Indique un coureur en lice pour le classement du meilleur jeune (coureurs nés après le 1er janvier 1999) |

| Team Visma \| Lease a Bike TVL | Team Visma \| Lease a Bike TVL  | Team Visma \| Lease a Bike TVL |
| ------------------------------ | ------------------------------- | ------------------------------ |
| Num                            | Coureur                         | Pos                            |
| 1                              | Sepp Kuss (USA)                 | NP-8                           |
| 2                              | Tiesj Benoot (BEL)              | 33e                            |
| 3                              | Koen Bouwman (NED)              | 34e                            |
| 4                              | Matteo Jorgenson (USA)          | 2e                             |
| 5                              | Steven Kruijswijk (NED)         | AB-5                           |
| 6                              | Bart Lemmen (NED)               | 30e                            |
| 7                              | Dylan van Baarle (NED) (chrono) | AB-5                           |

| UAE Team Emirates UAD | UAE Team Emirates UAD      | UAE Team Emirates UAD |
| --------------------- | -------------------------- | --------------------- |
| Num                   | Coureur                    | Pos                   |
| 11                    | Juan Ayuso (ESP)           | NP-6                  |
| 12                    | Igor Arrieta (ESP)         | 37e                   |
| 13                    | Nils Politt (GER) (chrono) | 49e                   |
| 14                    | Pavel Sivakov (FRA)        | AB-8                  |
| 15                    | Marc Soler (ESP)           | 17e                   |
| 16                    | Michael Vink (NZL)         | 74e                   |
| 17                    | Tim Wellens (BEL)          | 45e                   |

| Decathlon-AG2R La Mondiale DAT | Decathlon-AG2R La Mondiale DAT | Decathlon-AG2R La Mondiale DAT |
| ------------------------------ | ------------------------------ | ------------------------------ |
| Num                            | Coureur                        | Pos                            |
| 21                             | Bruno Armirail (FRA)           | 28e                            |
| 22                             | Sam Bennett (IRL)              | 92e                            |
| 23                             | Clément Berthet (FRA)          | AB-7                           |
| 24                             | Edvald Boasson Hagen (NOR)     | 85e                            |
| 25                             | Dorian Godon (FRA)             | 55e                            |
| 26                             | Oliver Naesen (BEL)            | 80e                            |
| 27                             | Nicolas Prodhomme (FRA)        | 27e                            |

| Bora-Hansgrohe BOH | Bora-Hansgrohe BOH   | Bora-Hansgrohe BOH |
| ------------------ | -------------------- | ------------------ |
| Num                | Coureur              | Pos                |
| 31                 | Primož Roglič (SLO)  | 1er                |
| 32                 | Nico Denz (GER)      | 91e                |
| 33                 | Marco Haller (AUT)   | 94e                |
| 34                 | Jai Hindley (AUS)    | 20e                |
| 35                 | Bob Jungels (LUX)    | 40e                |
| 36                 | Matteo Sobrero (ITA) | 38e                |
| 37                 | Aleksandr Vlasov     | 6e                 |

| Soudal Quick-Step SOQ | Soudal Quick-Step SOQ                   | Soudal Quick-Step SOQ |
| --------------------- | --------------------------------------- | --------------------- |
| Num                   | Coureur                                 | Pos                   |
| 41                    | Remco Evenepoel (BEL) (route et chrono) | 7e                    |
| 42                    | Antoine Huby (FRA)                      | AB-7                  |
| 43                    | James Knox (GBR)                        | 77e                   |
| 44                    | Mikel Landa (ESP)                       | 10e                   |
| 45                    | Gianni Moscon (ITA)                     | 88e                   |
| 46                    | Casper Pedersen (DEN)                   | 87e                   |
| 47                    | Ilan Van Wilder (BEL)                   | AB-7                  |

| Lidl-Trek LTK | Lidl-Trek LTK                       | Lidl-Trek LTK |
| ------------- | ----------------------------------- | ------------- |
| Num           | Coureur                             | Pos           |
| 51            | Giulio Ciccone (ITA)                | 8e            |
| 52            | Tao Geoghegan Hart (GBR)            | NP-7          |
| 53            | Ryan Gibbons (RSA)                  | NP-8          |
| 54            | Alex Kirsch (LUX) (route et chrono) | AB-6          |
| 55            | Mads Pedersen (DEN)                 | 61e           |
| 56            | Toms Skujiņš (LAT)                  | AB-8          |
| 57            | Carlos Verona (ESP)                 | 41e           |

| Uno-X Mobility UXM | Uno-X Mobility UXM         | Uno-X Mobility UXM |
| ------------------ | -------------------------- | ------------------ |
| Num                | Coureur                    | Pos                |
| 61                 | Odd Christian Eiking (NOR) | NP-6               |
| 62                 | Idar Andersen (NOR)        | AB-8               |
| 63                 | Markus Hoelgaard (NOR)     | 51e                |
| 64                 | Ådne Holter (NOR)          | AB-5               |
| 65                 | Andreas Leknessund (NOR)   | 54e                |
| 66                 | Magnus Cort Nielsen (DEN)  | 53e                |
| 67                 | Anders Skaarseth (NOR)     | NP-7               |

| Bahrain Victorious TBV | Bahrain Victorious TBV    | Bahrain Victorious TBV |
| ---------------------- | ------------------------- | ---------------------- |
| Num                    | Coureur                   | Pos                    |
| 71                     | Santiago Buitrago (COL)   | 11e                    |
| 72                     | Kamil Gradek (POL)        | NP-6                   |
| 73                     | Jack Haig (AUS)           | 16e                    |
| 74                     | Rainer Kepplinger (AUT)   | NP-6                   |
| 75                     | Jasha Sütterlin (GER)     | NP-6                   |
| 76                     | Antonio Tiberi (ITA)      | NP-3                   |
| 77                     | Fred Wright (GBR) (route) | 66e                    |

| Groupama-FDJ GFC | Groupama-FDJ GFC               | Groupama-FDJ GFC |
| ---------------- | ------------------------------ | ---------------- |
| Num              | Coureur                        | Pos              |
| 81               | David Gaudu (FRA)              | 15e              |
| 82               | Kevin Geniets (LUX)            | 44e              |
| 83               | Romain Grégoire (FRA)          | 26e              |
| 84               | Valentin Madouas (FRA) (route) | 42e              |
| 85               | Quentin Pacher (FRA)           | 52e              |
| 86               | Rémy Rochas (FRA)              | AB-5             |
| 87               | Clément Russo (FRA)            | NP-7             |

| Ineos Grenadiers IGD | Ineos Grenadiers IGD                | Ineos Grenadiers IGD |
| -------------------- | ----------------------------------- | -------------------- |
| Num                  | Coureur                             | Pos                  |
| 91                   | Carlos Rodríguez (ESP)              | 4e                   |
| 92                   | Jonathan Castroviejo (ESP) (chrono) | 56e                  |
| 93                   | Laurens De Plus (BEL)               | 5e                   |
| 94                   | Omar Fraile (ESP)                   | 43e                  |
| 95                   | Michał Kwiatkowski (POL)            | 32e                  |
| 96                   | Joshua Tarling (GBR) (chrono)       | 46e                  |
| 97                   | Ben Turner (GBR)                    | 76e                  |

| Cofidis COF | Cofidis COF            | Cofidis COF |
| ----------- | ---------------------- | ----------- |
| Num         | Coureur                | Pos         |
| 101         | Guillaume Martin (FRA) | 19e         |
| 102         | Kenny Elissonde (FRA)  | AB-7        |
| 103         | Gorka Izagirre (ESP)   | 84e         |
| 104         | Jonathan Lastra (ESP)  | 58e         |
| 105         | Axel Mariault (FRA)    | AB-5        |
| 106         | Hugo Toumire (FRA)     | NP-7        |
| 107         | Oliver Knight (GBR)    | AB-7        |

| Movistar Team MOV | Movistar Team MOV               | Movistar Team MOV |
| ----------------- | ------------------------------- | ----------------- |
| Num               | Coureur                         | Pos               |
| 111               | Davide Formolo (ITA)            | 36e               |
| 112               | Iván García Cortina (ESP)       | AB-7              |
| 113               | Oier Lazkano (ESP) (route)      | 9e                |
| 114               | Gregor Mühlberger (AUT) (route) | 48e               |
| 115               | Antonio Pedrero (ESP)           | AB-8              |
| 116               | Javier Romo (ESP)               | 12e               |
| 117               | Iván Sosa (COL)                 | AB-7              |

| Team dsm-firmenich PostNL DFP | Team dsm-firmenich PostNL DFP | Team dsm-firmenich PostNL DFP |
| ----------------------------- | ----------------------------- | ----------------------------- |
| Num                           | Coureur                       | Pos                           |
| 121                           | Warren Barguil (FRA)          | 22e                           |
| 122                           | Romain Combaud (FRA)          | 89e                           |
| 123                           | Alexander Edmondson (AUS)     | AB-1                          |
| 124                           | Enzo Leijnse (NED)            | 86e                           |
| 125                           | Emīls Liepiņš (LAT) (route)   | AB-7                          |
| 126                           | Niklas Märkl (GER)            | 82e                           |
| 127                           | Martijn Tusveld (NED)         | 57e                           |

| Arkéa-B&B Hotels ARK | Arkéa-B&B Hotels ARK      | Arkéa-B&B Hotels ARK |
| -------------------- | ------------------------- | -------------------- |
| Num                  | Coureur                   | Pos                  |
| 131                  | Cristian Rodríguez (ESP)  | AB-7                 |
| 132                  | Clément Champoussin (FRA) | NP-8                 |
| 133                  | Thibault Guernalec (FRA)  | 70e                  |
| 134                  | Laurens Huys (BEL)        | AB-5                 |
| 135                  | Mathis Le Berre (FRA)     | 78e                  |
| 136                  | Florian Sénéchal (FRA)    | AB-8                 |
| 137                  | Clément Venturini (FRA)   | 71e                  |

| Lotto Dstny LTD | Lotto Dstny LTD             | Lotto Dstny LTD |
| --------------- | --------------------------- | --------------- |
| Num             | Coureur                     | Pos             |
| 141             | Andreas Kron (DEN)          | AB-6            |
| 142             | Logan Currie (NZL)          | NP-7            |
| 143             | Arjen Livyns (BEL)          | 73e             |
| 144             | Milan Menten (BEL)          | AB-5            |
| 145             | Mathijs Paasschens (NED)    | 75e             |
| 146             | Eduardo Sepúlveda (ARG)     | 18e             |
| 147             | Jonas Gregaard Wilsly (DEN) | 62e             |

| EF Education-EasyPost EFE | EF Education-EasyPost EFE      | EF Education-EasyPost EFE |
| ------------------------- | ------------------------------ | ------------------------- |
| Num                       | Coureur                        | Pos                       |
| 151                       | Neilson Powless (USA)          | AB-7                      |
| 152                       | Owain Doull (GBR)              | 59e                       |
| 153                       | Lukas Nerurkar (GBR)           | NP-6                      |
| 154                       | Sean Quinn (USA) (route)       | 39e                       |
| 155                       | Darren Rafferty (IRL) (chrono) | 29e                       |
| 156                       | Jonas Rutsch (GER)             | 60e                       |
| 157                       | Harry Sweeny (AUS)             | NP-6                      |

| Intermarché-Wanty IWA | Intermarché-Wanty IWA  | Intermarché-Wanty IWA |
| --------------------- | ---------------------- | --------------------- |
| Num                   | Coureur                | Pos                   |
| 161                   | Louis Meintjes (RSA)   | 14e                   |
| 162                   | Vito Braet (BEL)       | AB-8                  |
| 163                   | Kobe Goossens (BEL)    | NP-6                  |
| 164                   | Hugo Page (FRA)        | 93e                   |
| 165                   | Tom Paquot (BEL)       | NP-8                  |
| 166                   | Adrien Petit (FRA)     | AB-3                  |
| 167                   | Georg Zimmermann (GER) | 50e                   |

| Team Jayco AlUla JAY | Team Jayco AlUla JAY          | Team Jayco AlUla JAY |
| -------------------- | ----------------------------- | -------------------- |
| Num                  | Coureur                       | Pos                  |
| 171                  | Chris Harper (AUS)            | NP-4                 |
| 172                  | Davide De Pretto (ITA)        | 72e                  |
| 173                  | Luke Durbridge (AUS)          | NP-5                 |
| 174                  | Christopher Juul Jensen (DEN) | NP-7                 |
| 175                  | Jan Maas (NED)                | 68e                  |
| 176                  | Blake Quick (AUS)             | NP-7                 |
| 177                  | Callum Scotson (AUS)          | 13e                  |

| Alpecin-Deceuninck ADC | Alpecin-Deceuninck ADC | Alpecin-Deceuninck ADC |
| ---------------------- | ---------------------- | ---------------------- |
| Num                    | Coureur                | Pos                    |
| 181                    | Lars Boven (NED)       | AB-3                   |
| 182                    | Tobias Bayer (AUT)     | 79e                    |
| 183                    | Juri Hollmann (GER)    | 65e                    |
| 184                    | Xandro Meurisse (BEL)  | 47e                    |
| 185                    | Jason Osborne (GER)    | 63e                    |
| 186                    | Jensen Plowright (AUS) | AB-8                   |
| 187                    | Luca Vergallito (ITA)  | 67e                    |

| Astana Qazaqstan Team AST | Astana Qazaqstan Team AST | Astana Qazaqstan Team AST |
| ------------------------- | ------------------------- | ------------------------- |
| Num                       | Coureur                   | Pos                       |
| 191                       | Lorenzo Fortunato (ITA)   | 31e                       |
| 192                       | Anthon Charmig (DEN)      | AB-7                      |
| 193                       | Michele Gazzoli (ITA)     | 90e                       |
| 194                       | Anton Kuzmin (KAZ)        | 69e                       |
| 195                       | Ide Schelling (NED)       | AB-8                      |
| 196                       | Harold Tejada (COL)       | NP-8                      |
| 197                       | Santiago Umba (COL)       | NP-7                      |

| Israel-Premier Tech IPT | Israel-Premier Tech IPT  | Israel-Premier Tech IPT |
| ----------------------- | ------------------------ | ----------------------- |
| Num                     | Coureur                  | Pos                     |
| 201                     | Christopher Froome (GBR) | 81e                     |
| 202                     | Jakob Fuglsang (DEN)     | 24e                     |
| 203                     | Derek Gee (CAN) (chrono) | 3e                      |
| 204                     | Mason Hollyman (GBR)     | AB-7                    |
| 205                     | Hugo Houle (CAN)         | 64e                     |
| 206                     | Krists Neilands (LAT)    | 25e                     |
| 207                     | Dylan Teuns (BEL)        | 21e                     |

| Q36.5 Pro Cycling Team Q36 | Q36.5 Pro Cycling Team Q36 | Q36.5 Pro Cycling Team Q36 |
| -------------------------- | -------------------------- | -------------------------- |
| Num                        | Coureur                    | Pos                        |
| 211                        | Mark Donovan (GBR)         | AB-8                       |
| 212                        | Filippo Conca (ITA)        | AB-7                       |
| 213                        | Alessandro Fancellu (ITA)  | 35e                        |
| 214                        | Carl Fredrik Hagen (NOR)   | 23e                        |
| 215                        | Tobias Ludvigsson (SWE)    | AB-8                       |
| 216                        | Nicolò Parisini (ITA)      | 83e                        |
| 217                        | James Whelan (AUS)         | AB-1                       |

| Team Visma \| Lease a Bike TVL | Team Visma \| Lease a Bike TVL  | Team Visma \| Lease a Bike TVL |
| ------------------------------ | ------------------------------- | ------------------------------ |
| Num                            | Coureur                         | Pos                            |
| 1                              | Sepp Kuss (USA)                 | NP-8                           |
| 2                              | Tiesj Benoot (BEL)              | 33e                            |
| 3                              | Koen Bouwman (NED)              | 34e                            |
| 4                              | Matteo Jorgenson (USA)          | 2e                             |
| 5                              | Steven Kruijswijk (NED)         | AB-5                           |
| 6                              | Bart Lemmen (NED)               | 30e                            |
| 7                              | Dylan van Baarle (NED) (chrono) | AB-5                           |

| UAE Team Emirates UAD | UAE Team Emirates UAD      | UAE Team Emirates UAD |
| --------------------- | -------------------------- | --------------------- |
| Num                   | Coureur                    | Pos                   |
| 11                    | Juan Ayuso (ESP)           | NP-6                  |
| 12                    | Igor Arrieta (ESP)         | 37e                   |
| 13                    | Nils Politt (GER) (chrono) | 49e                   |
| 14                    | Pavel Sivakov (FRA)        | AB-8                  |
| 15                    | Marc Soler (ESP)           | 17e                   |
| 16                    | Michael Vink (NZL)         | 74e                   |
| 17                    | Tim Wellens (BEL)          | 45e                   |

| Decathlon-AG2R La Mondiale DAT | Decathlon-AG2R La Mondiale DAT | Decathlon-AG2R La Mondiale DAT |
| ------------------------------ | ------------------------------ | ------------------------------ |
| Num                            | Coureur                        | Pos                            |
| 21                             | Bruno Armirail (FRA)           | 28e                            |
| 22                             | Sam Bennett (IRL)              | 92e                            |
| 23                             | Clément Berthet (FRA)          | AB-7                           |
| 24                             | Edvald Boasson Hagen (NOR)     | 85e                            |
| 25                             | Dorian Godon (FRA)             | 55e                            |
| 26                             | Oliver Naesen (BEL)            | 80e                            |
| 27                             | Nicolas Prodhomme (FRA)        | 27e                            |

| Bora-Hansgrohe BOH | Bora-Hansgrohe BOH   | Bora-Hansgrohe BOH |
| ------------------ | -------------------- | ------------------ |
| Num                | Coureur              | Pos                |
| 31                 | Primož Roglič (SLO)  | 1er                |
| 32                 | Nico Denz (GER)      | 91e                |
| 33                 | Marco Haller (AUT)   | 94e                |
| 34                 | Jai Hindley (AUS)    | 20e                |
| 35                 | Bob Jungels (LUX)    | 40e                |
| 36                 | Matteo Sobrero (ITA) | 38e                |
| 37                 | Aleksandr Vlasov     | 6e                 |

| Soudal Quick-Step SOQ | Soudal Quick-Step SOQ                   | Soudal Quick-Step SOQ |
| --------------------- | --------------------------------------- | --------------------- |
| Num                   | Coureur                                 | Pos                   |
| 41                    | Remco Evenepoel (BEL) (route et chrono) | 7e                    |
| 42                    | Antoine Huby (FRA)                      | AB-7                  |
| 43                    | James Knox (GBR)                        | 77e                   |
| 44                    | Mikel Landa (ESP)                       | 10e                   |
| 45                    | Gianni Moscon (ITA)                     | 88e                   |
| 46                    | Casper Pedersen (DEN)                   | 87e                   |
| 47                    | Ilan Van Wilder (BEL)                   | AB-7                  |

| Lidl-Trek LTK | Lidl-Trek LTK                       | Lidl-Trek LTK |
| ------------- | ----------------------------------- | ------------- |
| Num           | Coureur                             | Pos           |
| 51            | Giulio Ciccone (ITA)                | 8e            |
| 52            | Tao Geoghegan Hart (GBR)            | NP-7          |
| 53            | Ryan Gibbons (RSA)                  | NP-8          |
| 54            | Alex Kirsch (LUX) (route et chrono) | AB-6          |
| 55            | Mads Pedersen (DEN)                 | 61e           |
| 56            | Toms Skujiņš (LAT)                  | AB-8          |
| 57            | Carlos Verona (ESP)                 | 41e           |

| Uno-X Mobility UXM | Uno-X Mobility UXM         | Uno-X Mobility UXM |
| ------------------ | -------------------------- | ------------------ |
| Num                | Coureur                    | Pos                |
| 61                 | Odd Christian Eiking (NOR) | NP-6               |
| 62                 | Idar Andersen (NOR)        | AB-8               |
| 63                 | Markus Hoelgaard (NOR)     | 51e                |
| 64                 | Ådne Holter (NOR)          | AB-5               |
| 65                 | Andreas Leknessund (NOR)   | 54e                |
| 66                 | Magnus Cort Nielsen (DEN)  | 53e                |
| 67                 | Anders Skaarseth (NOR)     | NP-7               |

| Bahrain Victorious TBV | Bahrain Victorious TBV    | Bahrain Victorious TBV |
| ---------------------- | ------------------------- | ---------------------- |
| Num                    | Coureur                   | Pos                    |
| 71                     | Santiago Buitrago (COL)   | 11e                    |
| 72                     | Kamil Gradek (POL)        | NP-6                   |
| 73                     | Jack Haig (AUS)           | 16e                    |
| 74                     | Rainer Kepplinger (AUT)   | NP-6                   |
| 75                     | Jasha Sütterlin (GER)     | NP-6                   |
| 76                     | Antonio Tiberi (ITA)      | NP-3                   |
| 77                     | Fred Wright (GBR) (route) | 66e                    |

| Groupama-FDJ GFC | Groupama-FDJ GFC               | Groupama-FDJ GFC |
| ---------------- | ------------------------------ | ---------------- |
| Num              | Coureur                        | Pos              |
| 81               | David Gaudu (FRA)              | 15e              |
| 82               | Kevin Geniets (LUX)            | 44e              |
| 83               | Romain Grégoire (FRA)          | 26e              |
| 84               | Valentin Madouas (FRA) (route) | 42e              |
| 85               | Quentin Pacher (FRA)           | 52e              |
| 86               | Rémy Rochas (FRA)              | AB-5             |
| 87               | Clément Russo (FRA)            | NP-7             |

| Ineos Grenadiers IGD | Ineos Grenadiers IGD                | Ineos Grenadiers IGD |
| -------------------- | ----------------------------------- | -------------------- |
| Num                  | Coureur                             | Pos                  |
| 91                   | Carlos Rodríguez (ESP)              | 4e                   |
| 92                   | Jonathan Castroviejo (ESP) (chrono) | 56e                  |
| 93                   | Laurens De Plus (BEL)               | 5e                   |
| 94                   | Omar Fraile (ESP)                   | 43e                  |
| 95                   | Michał Kwiatkowski (POL)            | 32e                  |
| 96                   | Joshua Tarling (GBR) (chrono)       | 46e                  |
| 97                   | Ben Turner (GBR)                    | 76e                  |

| Cofidis COF | Cofidis COF            | Cofidis COF |
| ----------- | ---------------------- | ----------- |
| Num         | Coureur                | Pos         |
| 101         | Guillaume Martin (FRA) | 19e         |
| 102         | Kenny Elissonde (FRA)  | AB-7        |
| 103         | Gorka Izagirre (ESP)   | 84e         |
| 104         | Jonathan Lastra (ESP)  | 58e         |
| 105         | Axel Mariault (FRA)    | AB-5        |
| 106         | Hugo Toumire (FRA)     | NP-7        |
| 107         | Oliver Knight (GBR)    | AB-7        |

| Movistar Team MOV | Movistar Team MOV               | Movistar Team MOV |
| ----------------- | ------------------------------- | ----------------- |
| Num               | Coureur                         | Pos               |
| 111               | Davide Formolo (ITA)            | 36e               |
| 112               | Iván García Cortina (ESP)       | AB-7              |
| 113               | Oier Lazkano (ESP) (route)      | 9e                |
| 114               | Gregor Mühlberger (AUT) (route) | 48e               |
| 115               | Antonio Pedrero (ESP)           | AB-8              |
| 116               | Javier Romo (ESP)               | 12e               |
| 117               | Iván Sosa (COL)                 | AB-7              |

| Team dsm-firmenich PostNL DFP | Team dsm-firmenich PostNL DFP | Team dsm-firmenich PostNL DFP |
| ----------------------------- | ----------------------------- | ----------------------------- |
| Num                           | Coureur                       | Pos                           |
| 121                           | Warren Barguil (FRA)          | 22e                           |
| 122                           | Romain Combaud (FRA)          | 89e                           |
| 123                           | Alexander Edmondson (AUS)     | AB-1                          |
| 124                           | Enzo Leijnse (NED)            | 86e                           |
| 125                           | Emīls Liepiņš (LAT) (route)   | AB-7                          |
| 126                           | Niklas Märkl (GER)            | 82e                           |
| 127                           | Martijn Tusveld (NED)         | 57e                           |

| Arkéa-B&B Hotels ARK | Arkéa-B&B Hotels ARK      | Arkéa-B&B Hotels ARK |
| -------------------- | ------------------------- | -------------------- |
| Num                  | Coureur                   | Pos                  |
| 131                  | Cristian Rodríguez (ESP)  | AB-7                 |
| 132                  | Clément Champoussin (FRA) | NP-8                 |
| 133                  | Thibault Guernalec (FRA)  | 70e                  |
| 134                  | Laurens Huys (BEL)        | AB-5                 |
| 135                  | Mathis Le Berre (FRA)     | 78e                  |
| 136                  | Florian Sénéchal (FRA)    | AB-8                 |
| 137                  | Clément Venturini (FRA)   | 71e                  |

| Lotto Dstny LTD | Lotto Dstny LTD             | Lotto Dstny LTD |
| --------------- | --------------------------- | --------------- |
| Num             | Coureur                     | Pos             |
| 141             | Andreas Kron (DEN)          | AB-6            |
| 142             | Logan Currie (NZL)          | NP-7            |
| 143             | Arjen Livyns (BEL)          | 73e             |
| 144             | Milan Menten (BEL)          | AB-5            |
| 145             | Mathijs Paasschens (NED)    | 75e             |
| 146             | Eduardo Sepúlveda (ARG)     | 18e             |
| 147             | Jonas Gregaard Wilsly (DEN) | 62e             |

| EF Education-EasyPost EFE | EF Education-EasyPost EFE      | EF Education-EasyPost EFE |
| ------------------------- | ------------------------------ | ------------------------- |
| Num                       | Coureur                        | Pos                       |
| 151                       | Neilson Powless (USA)          | AB-7                      |
| 152                       | Owain Doull (GBR)              | 59e                       |
| 153                       | Lukas Nerurkar (GBR)           | NP-6                      |
| 154                       | Sean Quinn (USA) (route)       | 39e                       |
| 155                       | Darren Rafferty (IRL) (chrono) | 29e                       |
| 156                       | Jonas Rutsch (GER)             | 60e                       |
| 157                       | Harry Sweeny (AUS)             | NP-6                      |

| Intermarché-Wanty IWA | Intermarché-Wanty IWA  | Intermarché-Wanty IWA |
| --------------------- | ---------------------- | --------------------- |
| Num                   | Coureur                | Pos                   |
| 161                   | Louis Meintjes (RSA)   | 14e                   |
| 162                   | Vito Braet (BEL)       | AB-8                  |
| 163                   | Kobe Goossens (BEL)    | NP-6                  |
| 164                   | Hugo Page (FRA)        | 93e                   |
| 165                   | Tom Paquot (BEL)       | NP-8                  |
| 166                   | Adrien Petit (FRA)     | AB-3                  |
| 167                   | Georg Zimmermann (GER) | 50e                   |

| Team Jayco AlUla JAY | Team Jayco AlUla JAY          | Team Jayco AlUla JAY |
| -------------------- | ----------------------------- | -------------------- |
| Num                  | Coureur                       | Pos                  |
| 171                  | Chris Harper (AUS)            | NP-4                 |
| 172                  | Davide De Pretto (ITA)        | 72e                  |
| 173                  | Luke Durbridge (AUS)          | NP-5                 |
| 174                  | Christopher Juul Jensen (DEN) | NP-7                 |
| 175                  | Jan Maas (NED)                | 68e                  |
| 176                  | Blake Quick (AUS)             | NP-7                 |
| 177                  | Callum Scotson (AUS)          | 13e                  |

| Alpecin-Deceuninck ADC | Alpecin-Deceuninck ADC | Alpecin-Deceuninck ADC |
| ---------------------- | ---------------------- | ---------------------- |
| Num                    | Coureur                | Pos                    |
| 181                    | Lars Boven (NED)       | AB-3                   |
| 182                    | Tobias Bayer (AUT)     | 79e                    |
| 183                    | Juri Hollmann (GER)    | 65e                    |
| 184                    | Xandro Meurisse (BEL)  | 47e                    |
| 185                    | Jason Osborne (GER)    | 63e                    |
| 186                    | Jensen Plowright (AUS) | AB-8                   |
| 187                    | Luca Vergallito (ITA)  | 67e                    |

| Astana Qazaqstan Team AST | Astana Qazaqstan Team AST | Astana Qazaqstan Team AST |
| ------------------------- | ------------------------- | ------------------------- |
| Num                       | Coureur                   | Pos                       |
| 191                       | Lorenzo Fortunato (ITA)   | 31e                       |
| 192                       | Anthon Charmig (DEN)      | AB-7                      |
| 193                       | Michele Gazzoli (ITA)     | 90e                       |
| 194                       | Anton Kuzmin (KAZ)        | 69e                       |
| 195                       | Ide Schelling (NED)       | AB-8                      |
| 196                       | Harold Tejada (COL)       | NP-8                      |
| 197                       | Santiago Umba (COL)       | NP-7                      |

| Israel-Premier Tech IPT | Israel-Premier Tech IPT  | Israel-Premier Tech IPT |
| ----------------------- | ------------------------ | ----------------------- |
| Num                     | Coureur                  | Pos                     |
| 201                     | Christopher Froome (GBR) | 81e                     |
| 202                     | Jakob Fuglsang (DEN)     | 24e                     |
| 203                     | Derek Gee (CAN) (chrono) | 3e                      |
| 204                     | Mason Hollyman (GBR)     | AB-7                    |
| 205                     | Hugo Houle (CAN)         | 64e                     |
| 206                     | Krists Neilands (LAT)    | 25e                     |
| 207                     | Dylan Teuns (BEL)        | 21e                     |

| Q36.5 Pro Cycling Team Q36 | Q36.5 Pro Cycling Team Q36 | Q36.5 Pro Cycling Team Q36 |
| -------------------------- | -------------------------- | -------------------------- |
| Num                        | Coureur                    | Pos                        |
| 211                        | Mark Donovan (GBR)         | AB-8                       |
| 212                        | Filippo Conca (ITA)        | AB-7                       |
| 213                        | Alessandro Fancellu (ITA)  | 35e                        |
| 214                        | Carl Fredrik Hagen (NOR)   | 23e                        |
| 215                        | Tobias Ludvigsson (SWE)    | AB-8                       |
| 216                        | Nicolò Parisini (ITA)      | 83e                        |
| 217                        | James Whelan (AUS)         | AB-1                       |

## Médias
La course est diffusée en direct sur France Télévision et Eurosport.

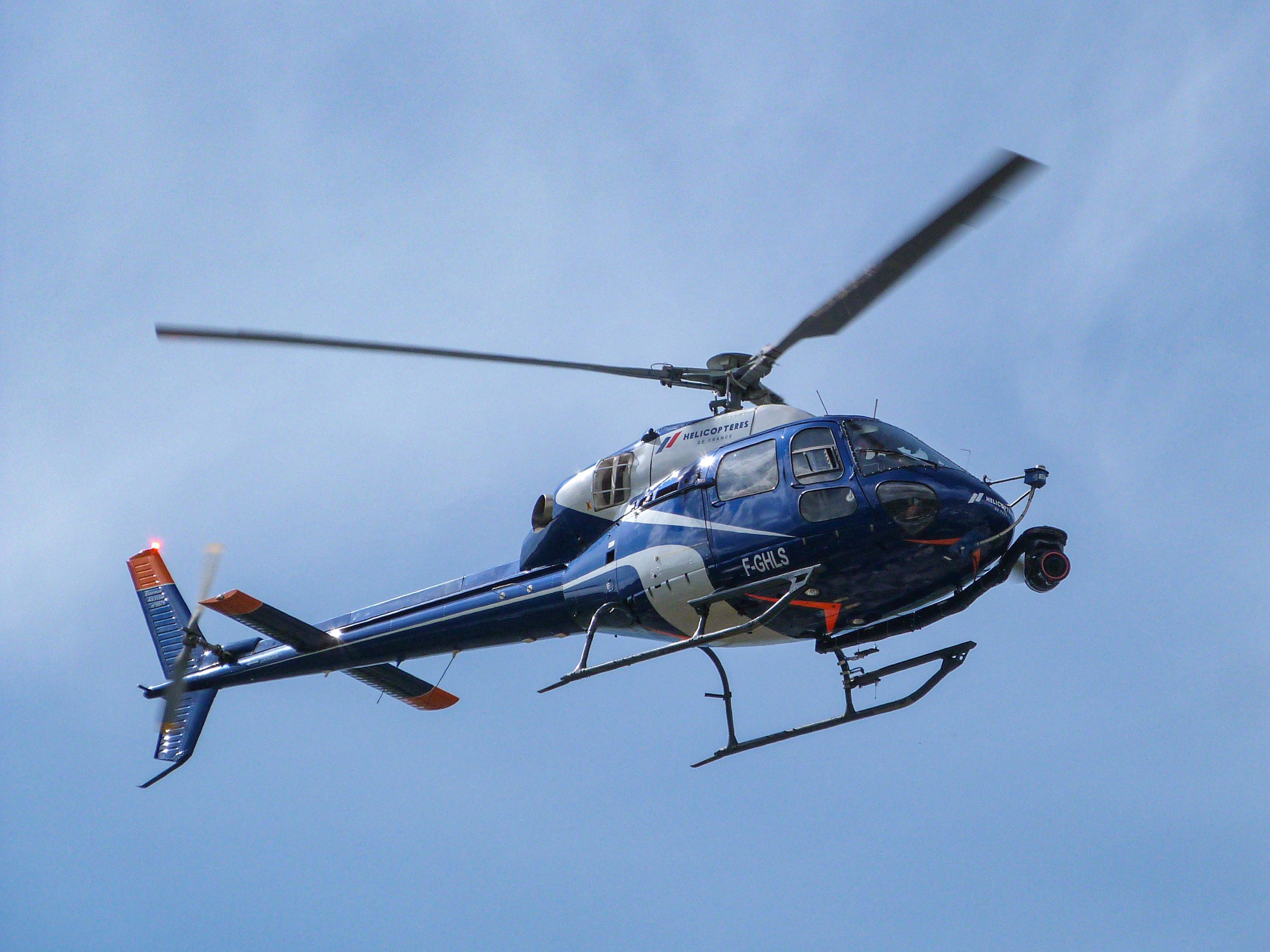
AS355 N Écureuil, hélicoptère caméra suivant la course.
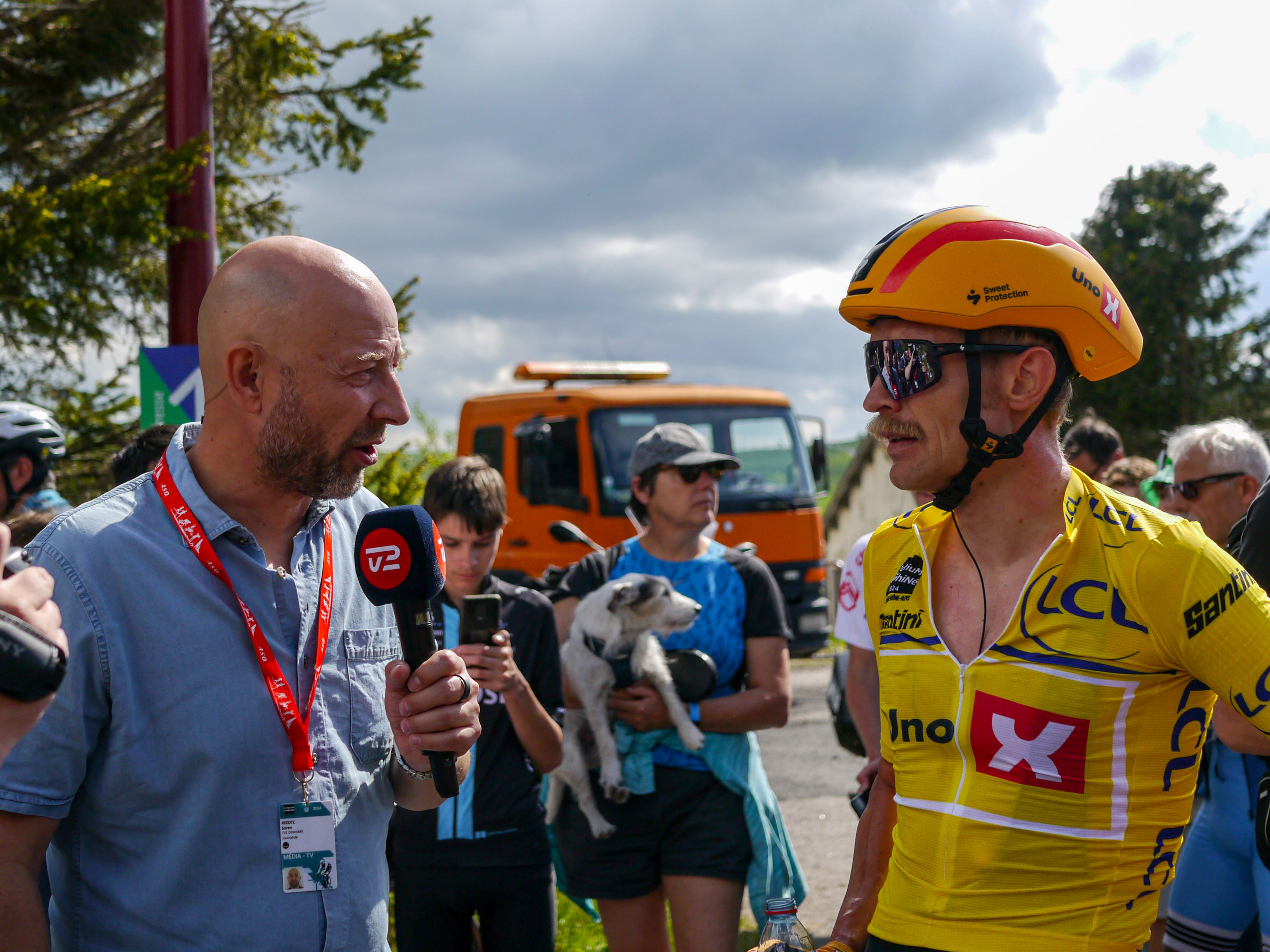
Magnus Cort Nielsen interviewé par Søren Reedtz pour TV 2 Danmark.